# William Henry Harrison

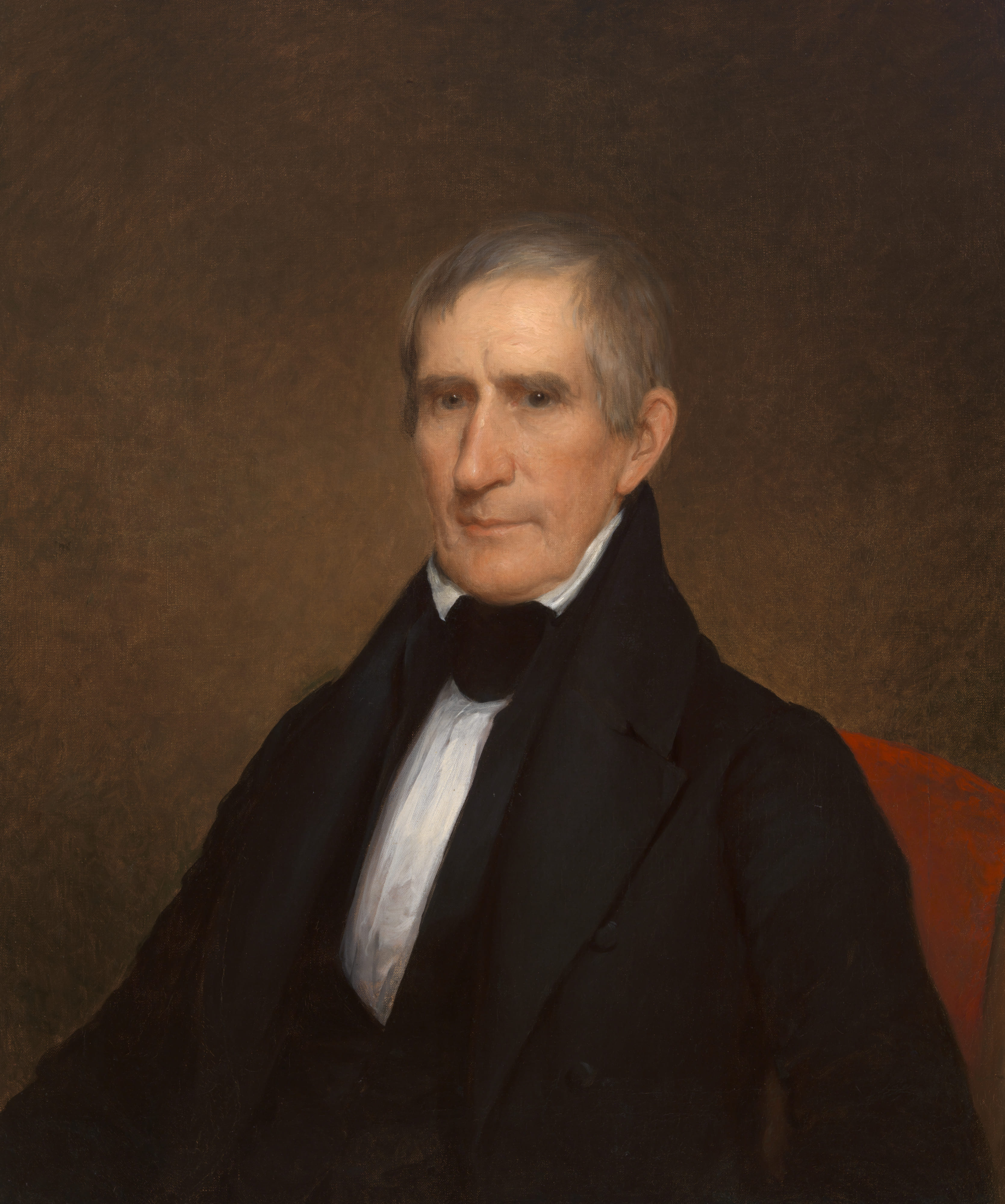
William Henry Harrison, Gemälde von Albert Gallatin Hoit von 1840, National Portrait Gallery, Smithsonian Institution

William Henry Harrison (* 9. Februar 1773 im Charles City County, Kolonie Virginia; † 4. April 1841 in Washington, D.C.) war ein amerikanischer Generalmajor und Politiker. Im Jahr 1841 war er für einen Monat der neunte Präsident der Vereinigten Staaten von Amerika und der erste, der im Amt verstarb.
Harrison entstammte einer prominenten Familie Virginias. Nach dem Tode des Vaters, der zu den Gründervätern der Vereinigten Staaten zählt, trat er mit Unterstützung von Gouverneur Richard Henry Lee mit einem Offizierspatent in die neu gegründete United States Army ein. Wegen der Indianerkriege in Fort Washington im Nordwestterritorium stationiert, wurde er Aide-de-camp von General Anthony Wayne. Im August 1794 kämpfte Harrison in der Schlacht von Fallen Timbers gegen ein Bündnis unterschiedlicher Indianervölker. Gegen erhebliche Widerstände des Schwiegervaters heiratete er 1795 Anna Symmes. Aus der Ehe gingen zehn Kinder und in der folgenden Generation der spätere Präsident Benjamin Harrison hervor. Nach dem Austritt aus der Armee war Harrison Sekretär von Territorialgouverneur Arthur St. Clair und Delegierter für das Nordwestterritorium im Repräsentantenhaus der Vereinigten Staaten, bis er 1800 von Präsident John Adams zum Gouverneur des Indiana-Territoriums ernannt wurde.
Harrisons wichtigste Aufgabe als Gouverneur war die Indianerpolitik im Sinne der Zentralregierung, deren Ziel Gebietsgewinne für die weiße Besiedlung und die Verdrängung der östlich des Mississippi River lebenden indigenen Bevölkerung nach Westen war. Dazu kaufte er in mehreren Verträgen den unterschiedlichen Indianervölkern etliche Millionen Hektar Land ab. Die Shawnee-Führer Tecumseh und sein Bruder Tenskwatawa lehnten die Landabtretungen ab und gründeten eine Konföderation unterschiedlicher indigener Völker mit Sitz in Prophetstown. Zunehmende Spannungen führten 1811 zur Schlacht bei Tippecanoe, bei der reguläre Streitkräfte und Milizen unter dem Kommando von Harrison siegten und Prophetstown zerstörten. Kurz danach begann der Britisch-Amerikanische Krieg und Harrison trat wieder in die Armee ein. Er führte die Nordwest-Armee gegen ein von Oberkanada aus operierendes Bündnis von Tecumseh und Briten. Harrison siegte im Oktober 1813 in der Schlacht am Thames River, in deren Verlauf Tecumseh fiel, und ging neben Andrew Jackson als Nationalheld des Krieges von 1812 in die amerikanische Geschichte ein.
Im Anschluss wurde Harrison mehrfach in den Bundes- und Staatssenat sowie das Repräsentantenhaus gewählt; bei vier Wahlen blieb er ohne Erfolg. Von immer drückenderen Geldsorgen geplagt, weil seine geschäftlichen Unternehmungen regelmäßig scheiterten, drängte er ab den 1820er Jahren auf eine einträgliche Anstellung, bis ihn schließlich Präsident John Quincy Adams 1828 zum Botschafter in Großkolumbien ernannte. Bereits im folgenden Jahr verfügte Adams’ Nachfolger Jackson die Entlassung von Harrison, der wegen eines Konfliktes mit der Staatsführung um Simón Bolívar Großkolumbien in Eile verlassen musste. Zurück auf seiner Farm in North Bend in Ohio vergrößerten sich in den nächsten Jahren Harrisons Geldnöte. Gegen 1834 wurde die United States Whig Party, die sich als wesentliche Opposition gegen den Jacksonianismus der Demokraten etabliert hatte, auf ihn aufmerksam, weil er sich mit seinem militärischen Ruhm als Gegenmodell zu Jackson eignete und politisch noch nicht exponiert hatte. Bei der Präsidentschaftswahl 1836 wurde er einer von mehreren Whig-Kandidaten gegen den am Ende erfolgreichen Martin Van Buren.
Durch die verheerende Wirtschaftskrise von 1837, die Van Buren nicht in den Griff bekam, verbesserten sich die Siegeschancen der Whigs für die Präsidentschaftswahl 1840 signifikant. Im Dezember 1839 bestimmte der Nominierungsparteitag Harrison zum Präsidentschaftskandidaten, womit er den Vorzug vor der Führungsfigur der Whigs Henry Clay erhielt, und John Tyler zu seinem Running Mate. Der anschließende Wahlkampf ging als log cabin campaign („Blockhütten-Kampagne“) in die amerikanische Politikgeschichte ein. Um Harrison wurde die Legende eines ruhmreichen Generals aus vergangenen Tagen gestrickt, der als Farmer in einer einfachen Blockhütte im Frontier lebte und nicht wie Van Buren zum wohlhabenden politischen Establishment gehörte. Massenkundgebungen in Form von Volksfesten hoben den populären Kampagnencharakter der Präsidentschaftswahlkämpfe auf ein neues Niveau. Ein Novum in der Präsidentengeschichte war, dass Harrison selbst aktiv in den Wahlkampf eingriff und auf Kundgebungen Reden hielt. Am Ende siegte er mit einer deutlichen Mehrheit im Wahlmännerkollegium und einer absoluten Mehrheit im Popular Vote.
Sein früher Tod nur einen Monat nach der Amtseinführung warf verfassungsrechtliche Fragen über die Rechte und Kompetenzen des ihm nachfolgenden Vizepräsidenten auf und machte ihn zum Präsidenten mit der bislang kürzesten Amtszeit. Die Überlieferung, Harrison habe sich in der Winterkälte bei der bisher längsten Antrittsrede der amerikanischen Geschichte eine tödliche Lungenentzündung zugezogen, konnte nie bestätigt werden.

## Leben

### Erziehung und Ausbildung (1773–1791)

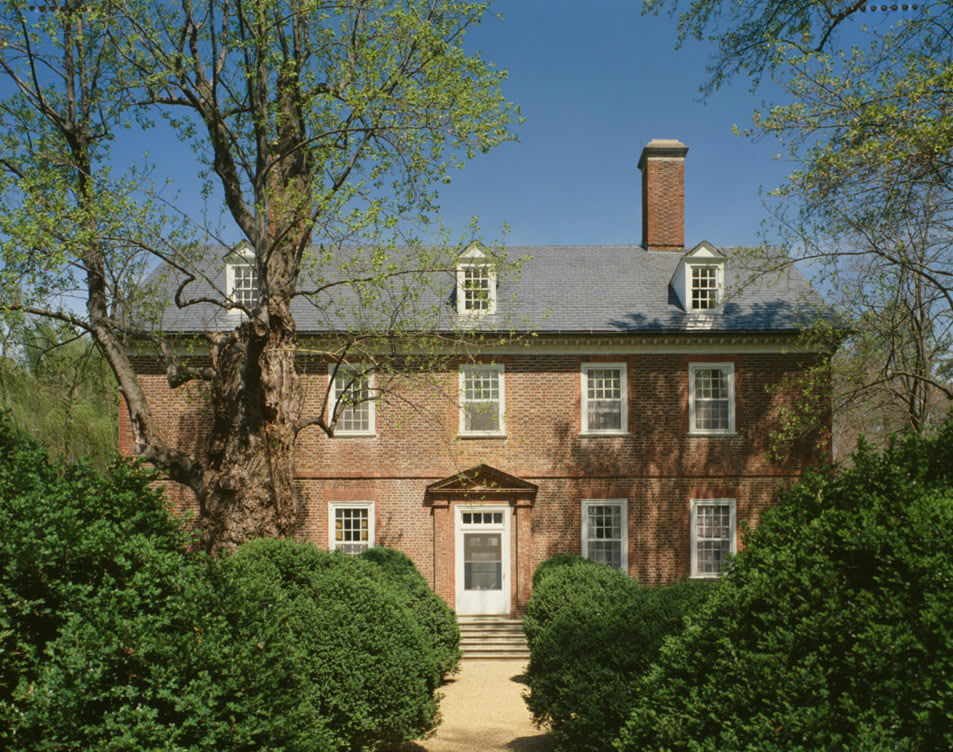
Berkeley Plantation (1981)

William Henry Harrison, der auf der Berkeley Plantation im Charles City County in der damaligen Colony of Virginia als jüngstes von sieben Kindern geboren wurde, entstammte der angesehenen Pflanzer- und Politikerfamilie der Harrisons. Diese ging auf Benjamin Harrison I (1594–1648) zurück, der 1633 nach Jamestown ausgewandert war. Harrisons Vater, der Plantagenbesitzer Benjamin Harrison V (1726–1791), gehörte im Jahr 1776 zu den Unterzeichnern der Unabhängigkeitserklärung und war zwischen 1781 und 1784 Gouverneur von Virginia. Der Großvater von Harrison V war mütterlicherseits Robert „King“ Carter, einer der reichsten Männer in den Dreizehn Kolonien. Harrisons Mutter, Elizabeth Bassett (1730–1792), war eine Verwandte von Martha Washington. Aufgrund des damaligen Anerbenrechts in den Kolonien blickte er als jüngster von drei Brüdern einer ungewissen Zukunft entgegen. Anders als bei den älteren Brüdern betrieben die Eltern mit Harrisons Ausbildung wenig Aufwand und bis zum Alter von 14 Jahren wurde er zuhause unterrichtet. Möglicherweise durch die Freundschaft zu Benjamin Rush inspiriert, planten Harrison V und seine Frau für ihren jüngsten Sohn eine medizinische Laufbahn, wobei unklar ist, ob er jemals eine Neigung in diese Richtung verspürt hatte. Während des Amerikanischen Unabhängigkeitskriegs eroberten britische Truppen unter dem Überläufer Benedict Arnold 1781 das Anwesen der Familie, stahlen das Vieh und zerstörten die Inneneinrichtung. Daneben führte die in ganz Virginia verbreitete Bodenerosion auf der Berkeley Plantation dazu, dass die Ernteerträge stetig zurückgingen, während sich die Harrison-Familie immer weiter vergrößerte.
Anders als in der Harrison-Familie gewöhnlich der Fall schickten ihn die Eltern nicht auf das angesehene College of William & Mary, sondern ab 1787 auf das kleine und ländlich geprägte Hampden-Sydney College im Prince Edward County. Typisch für die Zeit umfasste Harrisons Lehrplan neben englischer Grammatik die Klassiker des antiken Roms wie Cäsar, Sallust, Vergil und Cicero. Möglicherweise durch Berichte beunruhigt, dass unter den Studenten in Hampden-Sydney die Erweckungsbewegung zunehmend Anhänger fand, schickten ihn die stramm episkopalistischen Eltern 1790 nach Richmond. Hier setzte Harrison, der bei seinem älteren Bruder Benjamin Harrison VI. lebte, bei dem Mediziner Andrew Leiper sein Studium fort und kam in Kontakt mit Abolitionisten, die sich um den Quäker Robert Pleasants in der Humane Society organisierten. Bald darauf versetzten ihn die Eltern an die University of Pennsylvania, um dort, wie viele andere später geborene Söhne wohlhabender Pflanzer auch, Medizin zu studieren. Zur herrschenden Klasse Virginias gehörend gingen die Harrisons davon aus, dass William Henry eines Tages wegen des Ehrenkodexes, der die sozialen Beziehungen in der Pflanzeraristokratie bestimmte, mit entsprechender politischer Unterstützung für eine Wahl in die Virginia General Assembly oder in ein anderes politisches Amt rechnen durfte.
Als Harrison im Frühjahr 1791 per Boot in Philadelphia anlandete, erfuhr er von einem Boten, dass sein Vater gestorben war. Bald danach signalisierten ihm seine Brüder, dass die Familie nicht länger in der Lage sei, seine akademische Ausbildung zu finanzieren. Harrison beendete sein Studium und verließ den Bereich der Medizin insgesamt, obwohl Ärzte dieser Zeit nur wenig formale Bildung brauchten, um praktizieren zu können. Nachdem er sich vergeblich um eine Stelle im Staatsdienst beworben hatte, fragte er den Gouverneur von Virginia, Richard Henry Lee, der momentan in Philadelphia weilte, um Rat. Als Harrison sich bereit erklärte, in die United States Army einzutreten, verschaffte ihm Lee ein Offizierspatent, das von George Washington, der mit Harrisons Vater befreundet gewesen war, genehmigt wurde. Am 16. August 1791 trat Harrison in den Militärdienst ein.

### Frühe militärische Laufbahn (1791–1794)
Der Dienst in den Streitkräften genoss zu dieser Zeit ein geringes Ansehen und war schlecht bezahlt. Nach dem Sieg im Unabhängigkeitskrieg war die United States Army in Indianerkriege verwickelt, die für den einzelnen Soldaten mit hoher Mortalität sowie großen Entbehrungen verbunden waren und in den höheren Gesellschaftskreisen als unehrenhaft galten. Harrisons erste Verwendung war als Werbeoffizier beim 1st Infantry Regiment in Philadelphia, wo er knapp 80 Freiwillige rekrutierte. Anschließend wurde er nach Fort Washington versetzt, das er im November 1791 erreichte. Dieses Fort lag auf dem Gebiet des heutigen Cincinnati im Nordwestterritorium und schützte damals eine der westlichsten Siedlungen der Vereinigten Staaten, die aus nicht mehr als 30 Hütten bestand. Der Stützpunkt war von der Außenwelt nahezu abgeschnitten und nur über Indianerpfade zu erreichen. Kurz vor Harrisons Ankunft in Fort Washington hatten die Überlebenden der Schlacht am Wabash River, die im November 1791 in einer desaströsen Niederlage der Amerikaner geendet hatte, dort Schutz gesucht.
Im zum großen Teil aus Veteranen des Unabhängigkeitskriegs bestehenden Offizierskorps des Territoriums stieß Harrison als Offizier ohne militärische Vorerfahrung auf große Vorbehalte. Die Bedingungen im Lager waren prekär: Die Unterkünfte der Soldaten bestanden aus undichten Zelten, Waffen und Munition wiesen häufig Defekte auf und die Pferde wurden regelmäßig von Indianern gestohlen. Dies und die eintönige Routine verleiteten die meisten der Soldaten zu ausuferndem Alkoholkonsum, was Harrison mit Widerwillen zur Kenntnis nahm. Als der Kommandeur anordnete, jeden Soldaten, der außerhalb des Forts betrunken angetroffen werde, umgehend mit Peitschenhieben zu bestrafen, kam dem Harrison erfreut nach. In einem Fall inhaftierten ihn aufgebrachte Bewohner der Siedlung, als er einen Betrunkenen derart züchtigte, und er kam erst nach Intervention des Kommandeurs wieder frei. Im Winter nahm Harrison an Märschen außerhalb des Forts teil, wovon einer der Bergung von Ausrüstung diente, die General Arthur St. Clair und seine Truppen nach der Flucht vom Wabash River zurückgelassen hatten.
Im Juni 1792 wurde Harrison als Eskorte für die Familie des Kommandanten nach Philadelphia beordert. Dort trat er in die neu aufgestellte Legion of the United States ein und diente als Lieutenant unter General Anthony Wayne, einer Berühmtheit aus dem Unabhängigkeitskrieg. Als Harrisons nächsthöherer Vorgesetzter wegen einer Affäre auf einen anderen Dienstposten versetzt wurde, ernannte ihn Wayne im Juni 1793 zu seinem Aide-de-camp, womit ein deutlich höherer Sold verbunden war. Zu dieser Zeit waren seine Eltern verstorben. Seinen Erbteil in Virginia tauschte er gegen Landtitel in Kentucky ein, die der Harrison-Familie gehörten. Vermessungsprobleme im „Frontier“ sorgten dafür, dass diese Ländereien wie viele andere Investitionen Harrisons auch nie Geld abwarfen.
Im Herbst 1793 hatte die Legion Fort Washington erreicht und marschierte nordwärts gegen die indigenen Völker. Ursächlich für den Konflikt waren die zwischen diesen und weißen Siedlern geschlossenen Verträge. Letztere gingen davon aus, dass, wenn ein Stamm Land abtrat, es alle Indianer verlassen mussten, auch wenn sie nicht zu dieser Gruppe gehörten. Mit Beschwerden von derart entrechteten Ureinwohnern hatte es Harrison während seines beruflichen Werdegangs häufiger zu tun; später initiierte er selbst regelmäßig solche Vertragsabschlüsse zuungunsten der indigenen Bevölkerung. Mit Unterstützung der Briten, die sich noch immer in Teilen des Nordwestterritoriums aufhielten, hatten die Indianer St. Clair besiegen können, der die Beschwerden von vertriebenen Gruppen ignoriert hatte. Mit der Legion stand ihnen nun aber eine wesentlich besser organisierte und diszipliniertere Streitmacht gegenüber als 1791 in der Schlacht am Wabash River.

### Schlacht von Fallen Timbers

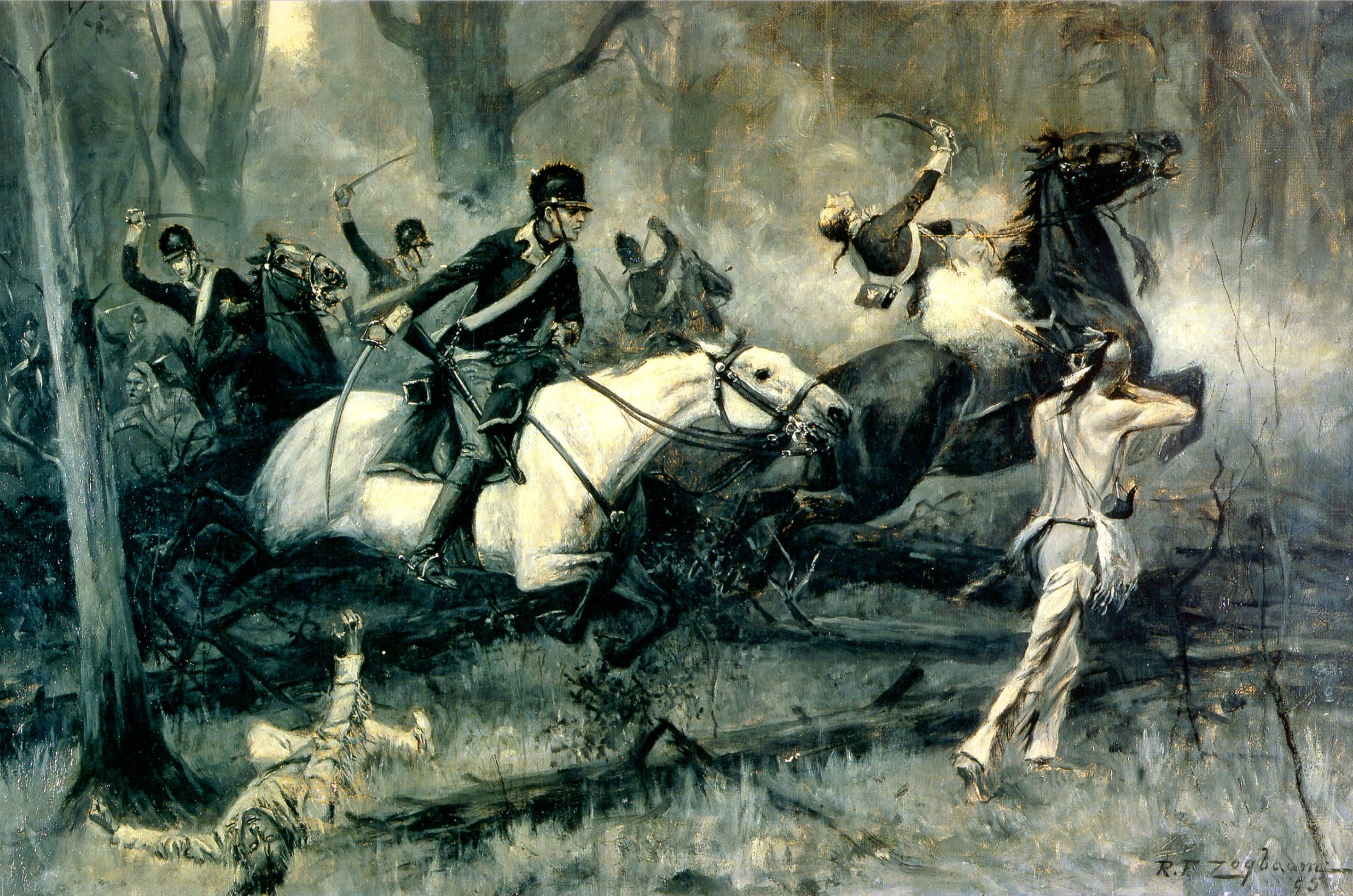
Darstellung der Schlacht von Fallen Timbers (Harper’s Magazine, 1896)

Bis zum August 1794 hatte die 3500 Mann umfassende Streitmacht Waynes eine Stellung nahe Toledo im heutigen Ohio erreicht. Aufgrund ihrer Lage inmitten von umgestürzten Bäumen, die ein Tornado gefällt hatte, erhielt das spätere Schlachtfeld den Namen Fallen Timbers („umgestürzte Hölzer“). Die sich aus unterschiedlichen Völkern zusammensetzende indigene Konföderation wurden von dieser Truppenbewegung überrascht, so dass viele Kämpfer zu diesem Zeitpunkt abwesend waren, weil sie gerade Proviant besorgten. Am Ende konnte Kriegshäuptling Blue Jacket, ein Angehöriger der Shawnee, am 20. August lediglich 500 Männer in die Schlacht von Fallen Timbers führen. Obwohl sie tapfer kämpften und nicht mehr Verluste erlitten als die Legion, erkannten sie bald die Überlegenheit des Gegners und zogen sich zu einem nahegelegenen britischen Fort zurück, das ihnen aber nicht die Tore öffnete. Harrison ritt während der Schlacht das Gefechtsfeld weit ausgreifend ab, um die Linien aufrechtzuerhalten. Als sich die Lage zuspitzte, war er darum bemüht, Wayne aus der Feuerlinie zu bringen. Insgesamt erhielt er für seine Leistung bei dieser Schlacht große Anerkennung durch seine Vorgesetzten.
Nach dem Sieg brannte die Legion die umliegenden Indianersiedlungen ab und marschierte gen Süden in das Zentrum der bezwungenen Konföderation, wo sie ein Fort errichteten. Im Dezember 1794 kamen fast alle Häuptlinge nach Fort Greenville, um dort Wayne um einen Friedensschluss zu bitten. Eine Ausnahme bildete Tecumseh, der sich weigerte zu kapitulieren und die Verhandlungen deswegen boykottierte. Aus den Gesprächen entstand im August 1795 der Vertrag von Greenville, der einen Großteil des Nordwestterritoriums den Vereinigten Staaten zusprach. Harrison gehörte wie alle Offiziere der Schlacht von Fallen Timbers zu den Unterzeichnern des Vertrags. Der Vertrag räumte den indigenen Völkern Jahreszahlungen aus Washington in Form von Gütern ein.

### Hochzeit und Familiengründung (1794–1797)

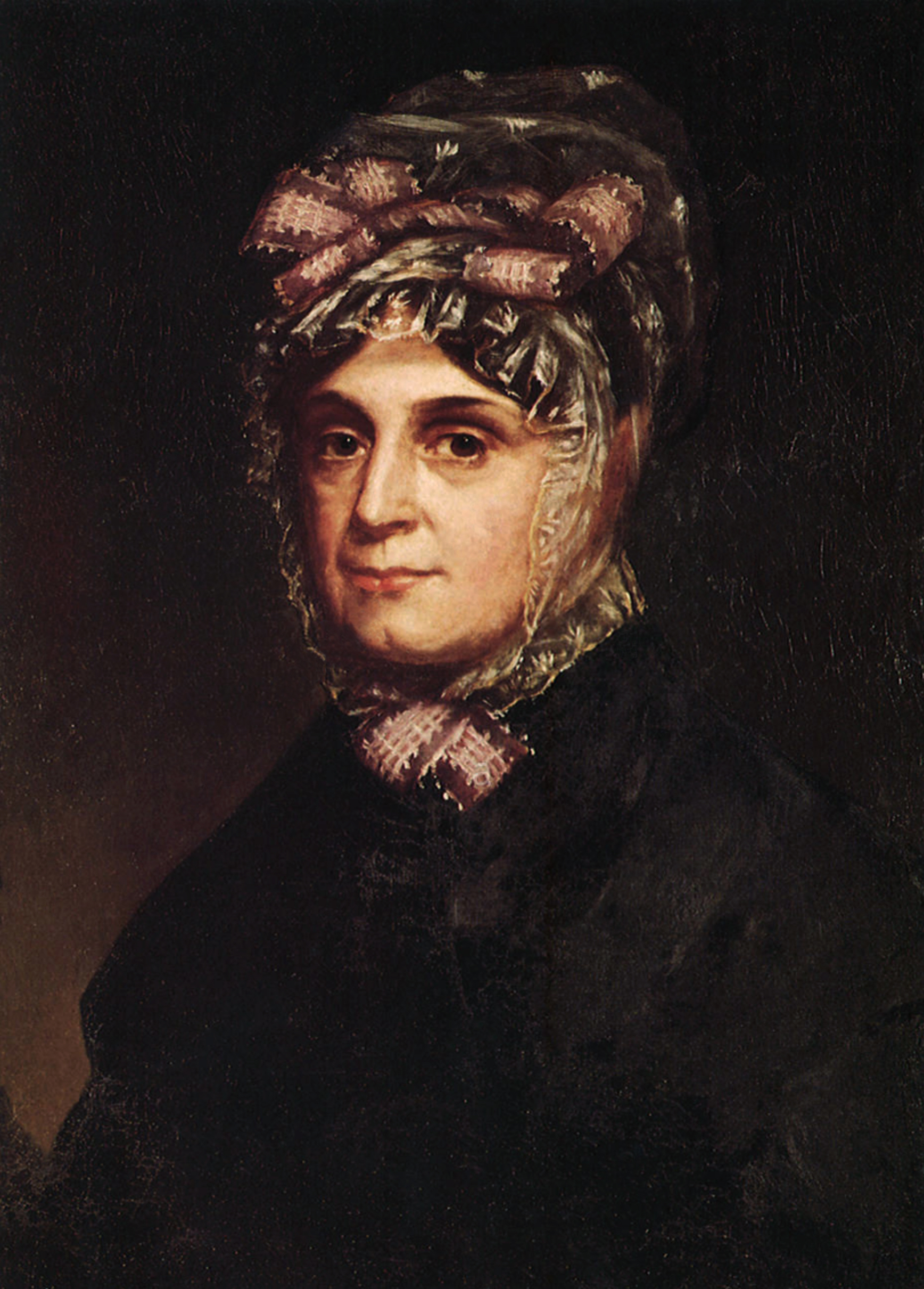
Anna Symmes

Im Anschluss kehrte Harrison nach Fort Washington zurück und wurde bald dessen Kommandant. Davor war er für mehrere Monate in der Nähe von Cincinnati in North Bend stationiert. In dieser Zeit traf er Anna Symmes (1775–1864), die 20-jährige Tochter des Siedlerführers Oberst John Cleves Symmes (1742–1814). Anna Symmes war einerseits an das Leben im Frontier angepasst, andererseits hatte sie ein Mädcheninternat besucht und war belesen sowie politisch interessiert. Später wurde sie die erste First Lady, die eine Schulbildung außerhalb des Elternhauses genossen hatte. Sie und Harrison begegneten sich erstmals im Hause ihrer Schwester in Lexington und beschrieben es später als Liebe auf den ersten Blick. Als er um ihre Hand anhielt, untersagte Symmes die Verbindung, weil er nicht wollte, dass seine Tochter einen Soldaten mit beschränkten finanziellen Mitteln heiratete. Wayne unterstützte jedoch das junge Paar.
Am 25. November 1795 heirateten sie trotz der Weigerung des Brautvaters. Zu diesem Zweck warteten sie laut dem Historiker Robert Martin Owens, bis Oberst Symmes auf einer Geschäftsreise war, und ließen sich von Stephen Wood, dem Schatzmeister des Territoriums und örtlichen Friedensrichter, in dessen Haus trauen. Gail Collins gibt in ihrer Biographie eine alternative Version des Geschehens an, nach der die Hochzeit im Haus der Braut stattfand und Oberst Symmes mitten in der Zeremonie die Räumlichkeiten verlassen habe. Wayne ließ Harrison nach der Heirat in Fort Washington stationiert, so dass er bei seiner Frau bleiben konnte. Aus der Ehe gingen zwischen 1796 und 1814 sechs Söhne und vier Töchter hervor. Sein Sohn John Scott Harrison (1804–1878) war zwischen 1853 und 1857 Abgeordneter im Repräsentantenhaus und dessen Sohn Benjamin Harrison (1833–1901) von 1889 bis 1893 der 23. Präsident Amerikas.
Es dauerte jedoch nicht lange und es kam zu einer Versöhnung zwischen Oberst Symmes und dem Brautpaar. Möglicherweise wurde dies dadurch befördert, dass Harrison das Militär verließ und einen einträglicheren Lebensunterhalt anstrebte. Zu diesem Zweck erwies sich sein Schwiegervater als nützlich, da er über ihn Kontakte mit örtlichen Bodenspekulanten knüpfen konnte. Noch im aktiven Dienst ließ er eine Getreidemühle und ein Sägewerk im späteren Indiana-Territorium errichten. Außerdem erwarb er trotz seiner Aversion gegen Alkohol Anteile an einer Whisky-Brennerei. Keines dieser Unternehmen hatte jedoch Erfolg. Er stand mit dieser misslichen Erfahrung in seiner Generation bei weitem nicht alleine da, weil diese Phase der amerikanischen Geschichte wegen ihres instabilen Finanzsystems eine besonders riskante für Geschäftsgründer war. Nach der Hochzeit bezog Harrison mit seiner Frau eine knapp 65 Hektar große Farm nahe North Bends, die er mit einem dazugehörigen Blockhaus von seinem Schwiegervater erworben hatte.

### Ausscheiden aus dem Militärdienst (1797–1800)

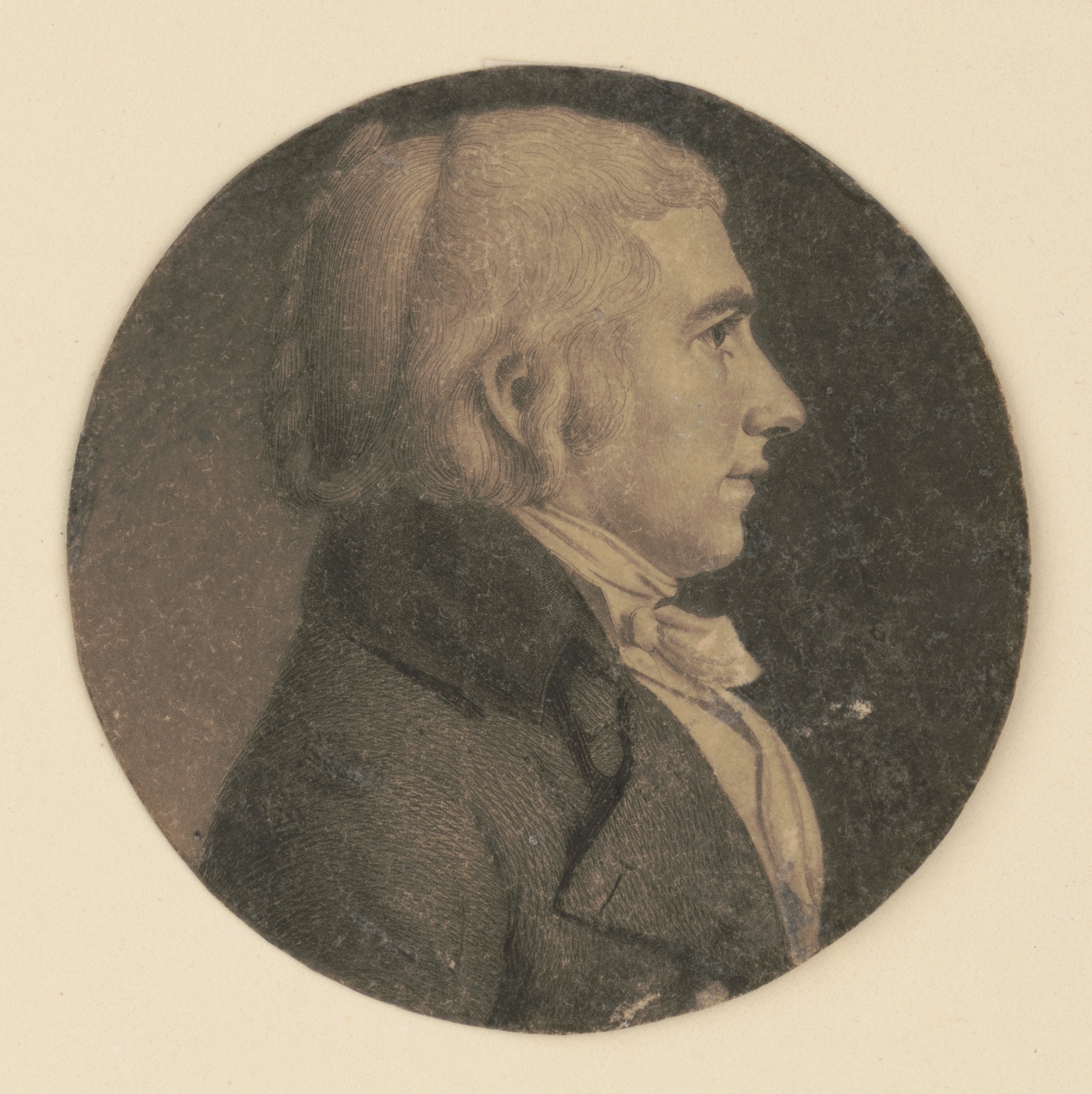
Harrison (1800)

Des ereignisarmen Diensts nach Vorschrift in Fort Washington überdrüssig beantragte Harrison im Juli 1797 seine Entlassung. Mit Wirkung zum 1. Juni 1798 verließ Harrison mit dem Dienstgrad Captain die United States Army. Danach wirkte Harrison als Grundbuchführer und Friedensrichter. Als der Posten des Sekretärs für das Nordwestterritorium frei wurde, hatte er typischerweise keine Gewissensbisse, seine familiären Beziehungen als ein Harrison auszunutzen. In diesem Fall schrieb er an den einflussreichen föderalistischen Kongressabgeordneten Robert Goodloe Harper, ließ einige seiner Familie verbundene prominente Namen fallen und machte auf seine angespannte finanzielle Situation aufmerksam. Seine Taktik trug Früchte und Harrison erhielt im Juni 1798 diesen einträglichen Dienstposten von Präsident John Adams zugesprochen.
Als Sekretär von Territorialgouverneur Arthur St. Clair war Harrison mit dem Schriftverkehr betraut, den er gewissenhaft erledigte und sich dabei den blumigen sprachlichen Ausdruck aneignete, der später seine politischen Reden auszeichnete. Von der Gesetzesversammlung des Nordwestterritoriums wurde er im Oktober 1799 nach einem scharf geführten Wahlkampf gegen den Sohn des föderalistischen Gouverneurs mit 11:10 als Delegierter in das Repräsentantenhaus der Vereinigten Staaten gewählt. Wenn Harrison in späteren Wahlkämpfen seine aristokratische Herkunft vorgehalten wurde, wies er auf seine Kandidatur gegen Föderalisten als Partei der besitzenden Klassen hin. Als nicht stimmberechtigtes Mitglied war er im 6. Kongress der Vereinigten Staaten vor allem in die gesetzliche Ausgestaltung der öffentlichen Landverkäufe des Bundes involviert. Harrison war Vorsitzender des Kongressausschusses zu öffentlichen Ländereien (Committee on Public Lands). Im Jahr 1800 erreichte er die Verabschiedung des Harrison Land Act, der die Parzellengröße der verkauften Landstücke auf 130 Hektar halbierte und in einem gewissen Rahmen den Ankauf auf Kredit gestattete. Dies erweiterte zwar den Käuferkreis für Farmland im Nordwestterritorium, führte aber in der Folge zu einem Anstieg von Zwangsvollstreckungen bei ausfallenden Kreditzahlungen. Später wurden die Kreditmöglichkeiten zwar wieder eingeschränkt, aber der Harrison Land Act zur Unterstützung von einfachen Siedlern verschaffte ihm ein politisches Ansehen, von dem er lange zehrte.
Harrison nutzte die Gelegenheit, um in der damaligen Hauptstadt Philadelphia an die Kontakte seines Vaters anzuknüpfen und sich ein Netzwerk aufzubauen. Präsident Adams zeigte sich an dem jungen Sekretär besonders interessiert und lud ihn zu Abendempfängen in das frisch errichtete Weiße Haus ein. Im Frühjahr 1800 hatte er außerdem ein persönliches Treffen mit Vizepräsident Thomas Jefferson. Als 1800 das Nordwestterritorium Harrisons Vorschlag weitgehend folgend aufgeteilt wurde, entstand als westlicher Ausschnitt das Indiana-Territorium, das den Großteil vom heutigen Illinois, Indiana, Michigan und Wisconsin umfasste. Mit Zustimmung des Kongresses ernannte der Präsident im März 1800 Harrison zum Gouverneur des neuen Territoriums. In späteren Wahlkämpfen behauptete Harrison zwar, dass Adams ihn als Anti-Föderalisten loswerden wollte und daher in das Grenzland abschob, aber die Biographin Collins hält das für unwahrscheinlich. Zum einen habe Harrison ein gutes Verhältnis zu Adams gehabt, zum anderen habe er sich zu dieser Zeit mit programmatischen Schwerpunkten der Föderalisten identifiziert. Collins nimmt daher finanzielle Motive als Beweggrund für Harrisons Amtsantritt an. Reginald Horsman (2000) macht geltend, dass Harrison bei der Aufteilung des Nordwestterritoriums gemeinsame Sache mit den Anti-Föderalisten gemacht habe, denn dadurch sei neben dem Indiana-Territorium der Bundesstaat Ohio entstanden, und nicht, wie von St. Clair durch eine entsprechende Grenzziehung beabsichtigt, zugunsten föderalistischer Kontrolle weiter hinaus verzögert worden. Harrison akzeptierte das Angebot von Adams nicht sofort, sondern wartete die Präsidentschaftswahl von 1800 ab, um sich vom neuen Amtsinhaber Jefferson die Ernennung bestätigen zu lassen. Hierbei half ihm seine Zugehörigkeit zur virginischen Pflanzeraristokratie.

### Gouverneur des Indiana-Territoriums (1800–1812)

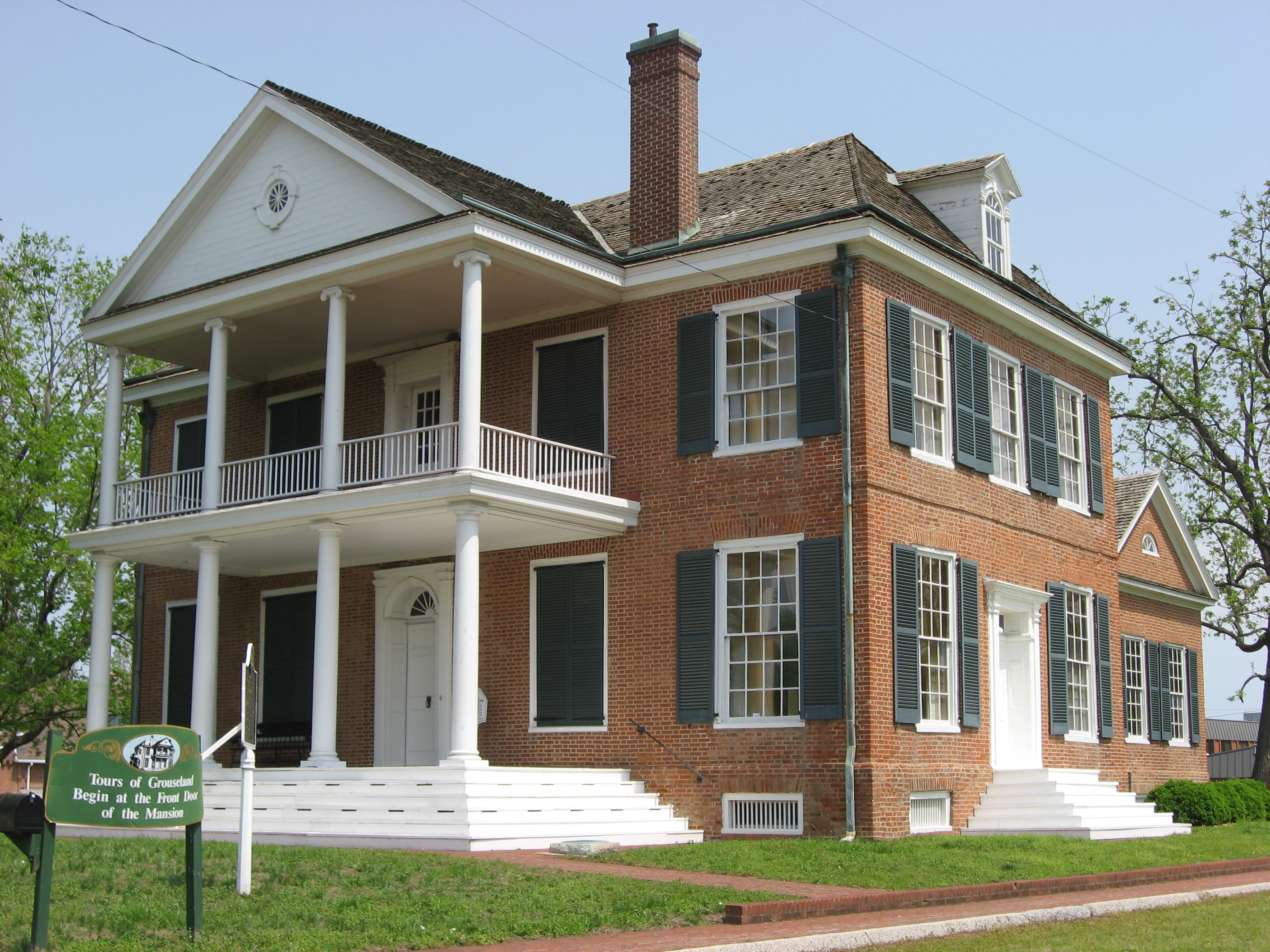
Grouseland, Harrisons Residenz als Gouverneur von 1804 bis 1812. Das Bauwerk hat seit Dezember 1960 den Status eines National Historic Landmarks („Nationales historisches Wahrzeichen“).

Weil es damals keine befestigten Wege von Cincinnati in die Hauptstadt des Indiana-Territoriums Vincennes gab, musste Harrison mit seiner Familie eine fast 1000 Kilometer lange Bootsfahrt über mehrere Flüsse auf sich nehmen. Sein neuer Dienstort war eine Kleinstadt mit wenigen hundert Einwohnern, die meisten von ihnen ursprünglich aus Frankreich stammende Siedler, die sich über mehrere Generationen mit der indigenen Bevölkerung vermischt hatten. Die Regierung des Territoriums bestand lediglich aus Harrison selbst und drei Richtern. Judikative, Exekutive und Legislative des Territoriums lagen allein in Händen dieses Gremiums. Gesetze aus anderen Bundesstaaten konnten vom Territorialgouvernement einfach übernommen werden, wohingegen der Bund ihm eine unabhängige Gesetzgebung untersagte.
Im Territorium regte sich zusehends Unmut über diese ganz und gar nicht republikanische Machtkonzentration, die der Bund den Gouverneuren einräumte. Ein Statuswechsel zum Bundesstaat mit einer State Legislature als Legislative war erst ab 60000 Einwohnern möglich. Besonders kritisiert wurde Harrison von Siedlern aus den Nordstaaten, die in ihm einen aristokratischen Sklavenhalter sahen. Von ihrer Seite kam immer wiederkehrend der Vorwurf, dass sich Harrison als Gouverneur persönlich bereicherte, wofür aber nie Beweise erbracht werden konnten. Anfangs hatte Harrison die Unterstützung der Mehrheit, aber später geriet er vor allem wegen seiner Haltung in der Sklavenfrage in die Defensive. Im Jahr 1805 tagte in Vincennes die erste Gesetzgebende Versammlung des Indiana-Territoriums. In der territorial legislature gewann bald die Anti-Harrison-Fraktion unter Jonathan Jennings die Oberhand und bei den Wahlen für den Delegierten zum Kongress in den Jahren 1809 und 1811 setzten sie ihren Kandidaten gegen den des Gouverneurs durch.
Harrison ließ in Vincennes eine Residenz im Stile eines Plantagenhauses errichten, die er von 1804 bis 1812 bewohnte und auf den Namen Grouseland taufte. Das zweistöckige Steinhaus stach durch Bauweise und Größe deutlich aus den bescheidenen lokaltypischen Fachwerkhäusern und Blockhütten heraus. Die Handwerker und Arbeiter für den Bau ließ Harrison aus Ohio und Pennsylvania anreisen, das Fensterglas extra in London einkaufen. Anliegend bewirtschaftete er eine Farm, die seine Familie mit Lebensmitteln versorgte. Zum Ende seiner Amtszeit hin erhöhte sich die Bevölkerungsanzahl im Indiana-Territorium erheblich und landwirtschaftliche Industrien wie Gerbereien, Mühlen und Destillerien konnten sich etablieren.

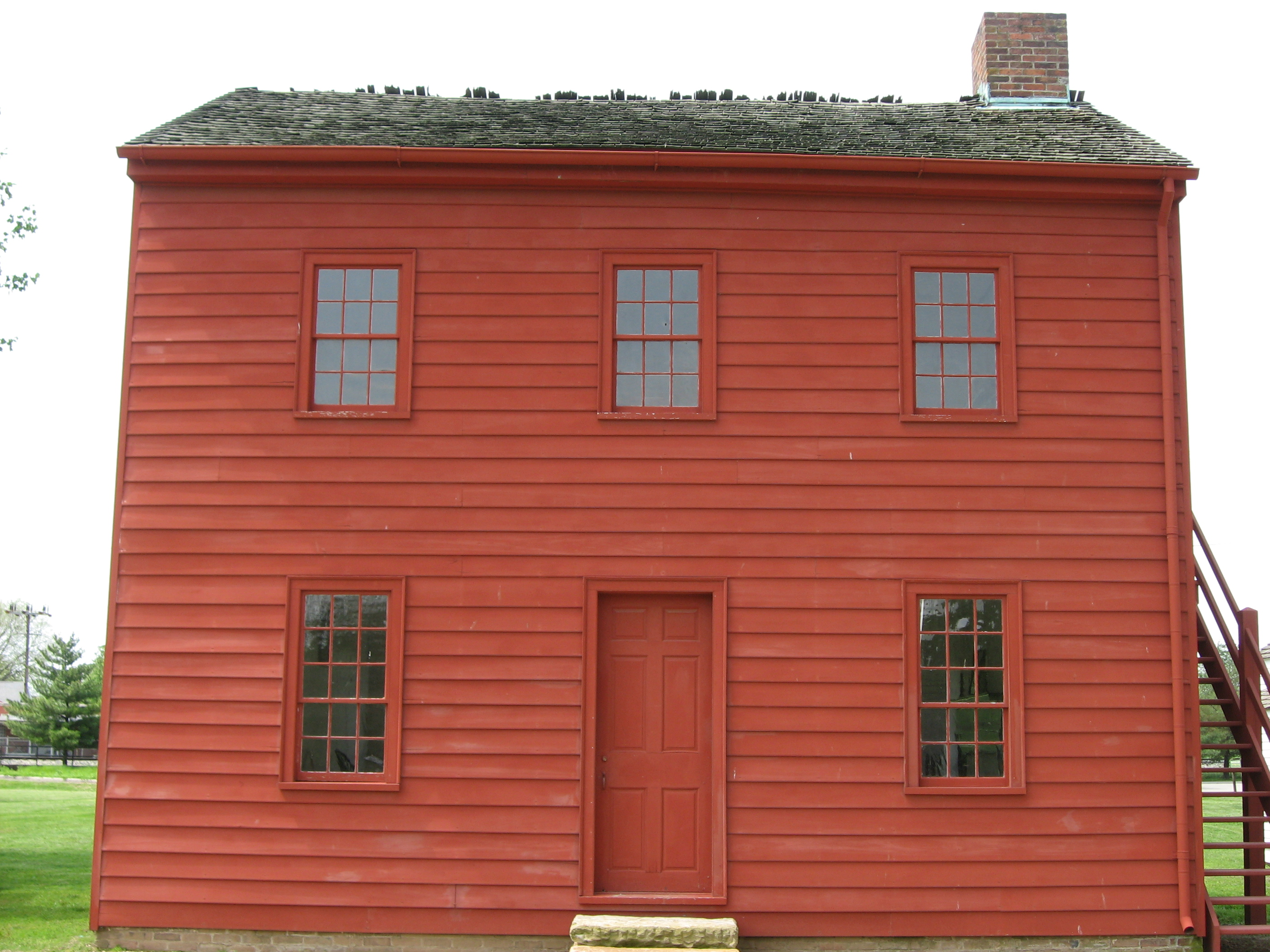
Indiana Territorial Capitol in Vincennes (2011). Dieses Gebäude diente von 1800 bis 1813 als Capitol des Indiana-Territoriums.

Bemerkenswerte Errungenschaften während seiner zwölfjährigen Regierungszeit waren die Einrichtung einer mobilen Bibliothek, die Gründung einer landwirtschaftlichen Gesellschaft und die Einführung einer öffentlichen Lotterie, um den Betrieb einer provisorischen Universität in Vincennes zu finanzieren. Außerdem entsendete die katholische Kirche auf Harrisons Bitte hin einen Geistlichen zur Betreuung der Bewohner in die Hauptstadt des Territoriums. Ferner gelang es ihm, einen Drucker aus Kentucky als Siedler zu gewinnen, der mit der Indiana Gazette die erste Zeitung in dieser Region herausgab.
Die oberste Priorität für die Nation als Ganzes hatte jedoch die Indianerpolitik des Territorialgouverneurs. Um die Grenzen zu den konkurrierenden Kolonialmächten Frankreich, Spanien und dem Vereinigten Königreich in Nordamerika zu sichern, war aus Sicht Washingtons ein Siedlungsgürtel notwendig, dem die indigene Bevölkerung im Wege stand. Von Präsident Jefferson und Kriegsminister Henry Dearborn hatte er die unmissverständliche Order erhalten und ohne Skrupel ausgeführt, den Indianervölkern schnell und mit allen notwendigen Mitteln Land für die weitere Besiedlung abzugewinnen. Die weiße Bevölkerung sah in der Verdrängung der sich der „Zivilisierung“ verschließenden Indianer nach Westen außerdem eine Operation, die der Urbevölkerung zupass käme, denn in den Great Plains könnte sie ungestört ihrer tradierten Lebensweise nachgehen. Hinzu kamen materielle Interessen der Elite, denn die wohlhabende Bevölkerungsschicht war seit der Zeit der Gründerväter stark in Landspekulationen involviert. So hatte Harrisons Schwiegervater den Grundstock für seinen Reichtum gelegt, als er vom Kongress mehr als 130.000 Hektar Land am Ohio River erstanden und später gewinnbringend weiterverkauft hatte.

#### Indianerpolitik
In Grouseland fanden einige wichtige Konferenzen mit Führern der indigenen Völker Nordamerikas statt, wobei sich die Interaktion mit diesen als heikel darstellte. Einerseits sollte der Gouverneur freundschaftliche Beziehungen zu den Indianern aufbauen, deren Vertrauen gewinnen und sie vor weißen Landräubern beschützen, auf der anderen Seite sollte er im Auftrag der Bundesregierung möglichst viel Land von der indigenen Bevölkerung erwerben und weißen Siedlern zur Verfügung stellen. Das war ein unlösbarer Widerspruch, der bald zu neuen Streitigkeiten mit der Urbevölkerung führte, für die Eigentum an Land ein fremdes Konzept war. Harrison handelte als Gouverneur mit den örtlichen Indianervölkern insgesamt sieben Kaufverträge für Land aus. Zwischen 1802 und 1805 erwarb er so eine Fläche, die das heutige Süd-Indiana sowie große Teile von Illinois, Wisconsin und Missouri ausmacht. Später schätzte er selbst, dass er der indigenen Bevölkerung insgesamt um die 20 Millionen Hektar abgekauft hatte. Am Ende seiner Amtszeit hatte er das vorgegebene Ziel der Bundesregierung, nämlich die Verdrängung der indigenen Bevölkerung in die Gebiete westlich des Mississippi, weitgehend erreicht.
Der Historiker William Freehling macht geltend, dass Harrison beim Landerwerb die Korruption führender Indianer sowie ihre Armut und Alkoholprobleme ausnutzte. Dieser Instrumentarien habe sich Harrison 1805 in einem Landgewinn von 51 Millionen Acres bedient. Hierbei lud Harrison fünf weniger bedeutende Stammesführer der Sauk ein, die sich unter dem Einfluss von Alkohol dazu bereit erklärten, Ländereien für einen Penny pro 200 Acres zu verkaufen. Im Jahr 1809 handelte Harrison mit ausgewählten indigenen Führern den Vertrag von Fort Wayne aus. Feindlich gesinnte Stämme waren zu der Konferenz nicht geladen worden. Als Ergebnis erstanden die Vereinigten Staaten weitere 3 Millionen Acres an Land. Für Tecumseh, der an der Konferenz nicht teilgenommen hatte, war dieser weitere Gebietsverlust ein ausschlaggebendes Moment, die Indianervölker für den Kampf gegen die Vereinigten Staaten zu einen und das Vereinigte Königreich um militärische Unterstützung zu bitten.
Der finnische Historiker Pekka Hämäläinen führt aus, dass Harrison bei den Landübertragungen der Indigenen ähnlich betrügerische Methoden anwandte wie sein Zeitgenosse James Wilkinson von der United States Army.
Harrison zeigte Geschick bei diesen Verhandlungen, wobei er sich an den Mitteln und Wegen orientierte, mit denen seine damaligen Vorgesetzten den Vertrag von Greenville erreicht hatten. So war er mit den interkulturellen Details vertraut, die Unterredungen mit den Indianern kennzeichneten, zu denen unter anderem ausgedehnte Rauchzeremonien, Gastgeschenke, blumige Ansprachen und langwierige informelle Gespräche vor der eigentlichen Verhandlung gehörten. Zu diesen Gesprächen lud er misstrauische als auch freundlich gesonnene indigene Führer ein, selbst wenn letztere nur über wenig Landansprüche verfügten. Kooperative Völker belohnte er großzügig mit Geschenken, während er bei widerstrebenden Gruppen die jährlichen Zahlungen aus Washington kappte. Vor allem bei den Verhandlungen in Fort Wayne im September 1809 stieß er auf große Widerstände bei den Indianern, aber konnte ihnen weitere Landübertragungen abpressen. Üblicherweise ließ er laut Collins keinen Alkohol ausschenken, obwohl dies von weißen Zeitgenossen häufig angewandt wurde, um die indigene Bevölkerung zu übervorteilen. Der mit Harrison in regelmäßiger Korrespondenz stehende Präsident Jefferson hatte ihm in diesem Zusammenhang empfohlen, den Indianern Alkohol und andere Waren auf Kredit zu verkaufen, um sie so in die Schuldabhängigkeit zu treiben.
Gestärkt wurde die Verhandlungsposition der Vereinigten Staaten durch die prekäre Lage der indigenen Bevölkerung. Diese wurde in immer neuen Schüben von aus Europa eingeschleppten Krankheiten heimgesucht, während ihre Jagdreviere zunehmend durch weiße Siedler besetzt wurden. Überdies hatten die indigenen Bewohner wegen des lukrativen Pelzhandels viele Regionen so bejagt, dass die lokalen Wildbestände ausgerottet wurden. Kleinere Völker waren von Unterstützungsleistungen Washingtons mittlerweile so abhängig geworden, dass sie dafür große Ländereien zu Schleuderpreisen verkauften. Collins führt aus, dass Harrison die Notlage der Indianer mit Mitleid betrachtet habe. So sei ihm der Rassismus im Justizsystem bewusst gewesen, wo weiße Jurys zumeist die Verurteilung von weißen Gewaltverbrechen an der indigenen Bevölkerung verhinderten. Als Gouverneur verbot er reisenden Händlern den Tausch von Alkohol gegen Pelze mit indianischen Trappern. Harrison gewann zudem die Mehrheit der Territorial Legislature („Gesetzgebende Versammlung des Bundesterritoriums“) für ein generelles Verkaufsverbot von Alkohol an die indigene Bevölkerung, aber weil das Gesetz an die ausbleibende Zustimmung der State Legislatures („Gesetzgebende Versammlung des Bundesstaats“) von Kentucky, Louisiana und Ohio gebunden wurde, trat es nie in Kraft. Wie sehr auch immer Harrison das Schicksal der indigenen Bevölkerung bedauert haben mag, zweifelte er nie an der Legitimität der ausgehandelten Landverkäufe. Als Harrison bei der Durchsetzung der Indianerpolitik Jeffersons bei den indigenen Völkern auf immer mehr Widerstand stieß, machte er dafür britische Agenten verantwortlich.

#### Haltung in der Sklavenfrage

Sklavenstaaten und freie Bundesstaaten sowie Territorien von 1789 bis 1861

Harrison selbst war Sklavenhalter. Er verschleppte mindestens einen Sklaven nach Vincennes, das er im Januar 1801 erreichte. Aufgrund seiner Herkunft aus der Pflanzeraristokratie der Südstaaten verstand er ihre Gründe für das Festhalten an der auf umfangreicher Sklavenhaltung basierenden Plantagenökonomie. Abgesehen von seinem kurzzeitigen jugendlichen Interesse an der Humane Society hatte er kein Verständnis für die Forderungen der Abolitionisten. Er selbst kaufte Sklaven und vermietete sie als Vertragsknechte mit der Aussicht, sie vielleicht nach Ablauf ihrer Vertragszeit in die Freiheit zu entlassen, wie er bei Wahlkämpfen in den Nordstaaten betonte. Tatsächlich lief diese Regelung aus Virginia, die Harrison im Jahr 1803 im Indiana-Territorium in Kraft setzte, auf Sklaverei hinaus. Während seiner Zeit im Kongress hatte er jede Initiative bekämpft, die die Ausbreitung der Sklaverei in die Bundesterritorien unterbinden wollte.
Eine seiner ersten Maßnahmen als Gouverneur des Indiana-Territoriums war die Sicherstellung von Sklavennachschub. Dabei interpretierte er, wie schon St. Clair, den Artikel VI der Northwest Ordinance („Verordnung für das Nordwestterritorium“) von 1789 sehr eigenwillig. Dieser Artikel untersagte die Sklaverei nordwestlich des Ohio, wurde aber von Harrison dahingehend ausgelegt, dass damit nur der Sklavenhandel gemeint sei. Wenn Siedler aus dem Süden ihre Sklaven in das Territorium verschleppten, war dies nach seiner Lesart des Artikels VI nicht zu beanstanden. Im Indiana-Territorium gehörte Harrison zur Gruppe der „Virginia aristocrats“, die Sklaverei als notwendig für die wirtschaftliche Entwicklung der Region erachteten und um Zuwanderung von Pflanzern aus dem Süden warben. Im Jahr 1803 sandte er eine Petition nach Washington, die eine Abschaffung des Sklavereiverbots aus Artikel VI in den Territorien forderte; sie hatte aber keinen Erfolg. Als 1805 die territorial legislature zusammenkam, unternahm Harrison sofort Schritte, um mit Gesetzesvorschlägen die faktische Sklaverei der mehr als 600 Afroamerikanern im Territorium zu legitimieren. In den Jahren danach wurde die Stimmung im Territorium mehrheitlich abolitionistisch.
Als Reaktion auf die Absage verabschiedete er mit den drei die Regierung und Legislative bildenden Richtern mehrere Gesetze zum rechtlichen Status von freien Afroamerikanern. Ihnen wurden die vollen Bürgerrechte vorenthalten; vor Gericht durften sie nicht gegen Weiße aussagen und sie durften keine weißen Vertragsknechte beschäftigen. Als „Negroe“ wurde jeder definiert, der auch nur ein „schwarzes“ Großelternteil gehabt hatte. Im Jahr 1805 erlaubte die in der Zwischenzeit geschaffene Territorial Legislature die Verschleppung von Sklaven in das Territorium und ihre Registrierung als Vertragsknechte. Anders als weiße Vertragsknechte erhielten sie keinen Lohn und ihre Dienstzeit war unbeschränkt, was de facto Sklaverei bedeutete. Ihre im Territorium geborenen Kinder sollten beim Erreichen des Erwachsenenalters freigelassen werden, das auf die Zeit zwischen dem 29. und 36. Lebensjahr festgesetzt wurde. Obwohl dieses System eine Fortführung der Sklaverei unter anderem Namen war, sah Harrison dies anders. So setzte er sich in einem Fall für zwei in das Territorium verschleppte Sklaven ein, die nach dem Tod ihrer Besitzer außerhalb des Indiana-Territoriums verkauft werden sollten. Er stoppte den Verkauf und einer der beiden Afroamerikaner arbeitete elf Jahre als sein Vertragsknecht, bis er freigelassen wurde. Trotz der Bedrohung im Territorium verbot Harrison 1807 Afroamerikanern, den lokalen Milizen beizutreten.
Insgesamt blieb Harrison also den Zielen der „Virginia aristocrats“ verbunden. Als die Stimmung im Indiana-Territorium zunehmend abolitionistisch wurde, trat er noch entschiedener zugunsten der Sklaverei ein. Im Jahr 1808 verbot die Territorial Legislature die Verschleppung von Sklaven in das Indiana-Territorium. Dies scheiterte im Senat des Territoriums, der aus handverlesenen Anhängern des Gouverneurs bestand. Kurz danach kam es zu einer eigentümlichen Allianz von Abolitionisten aus dem heutigen Indiana und Sklavereianhängern aus dem heutigen Illinois. Gemeinsam setzten sie einen Delegierten an den Kongress der Vereinigten Staaten durch, der dort 1809 die Abspaltung des Illinois-Territoriums erreichte. Im Rest des Indiana-Territoriums musste sich Harrison nun mit einer mehrheitlich abolitionistisch gesinnten Bevölkerung auseinandersetzen. Aus dem Süden zuwandernde Pflanzer ließen von da an das Indiana-Territorium links liegen und wandten sich nach Illinois und später Missouri und Arkansas. Durch die Verkleinerung war die Einwohnerzahl von den für die Anerkennung als Bundesstaat geforderten 60000 Einwohnern weit entfernt. Im Jahr 1810 hob die mehrheitlich abolitionistische territorial legislature die aus Virginia übernommenen Sklavereigesetze auf; die bereits in der Sklaverei gefangenen Afroamerikaner des Territoriums blieben jedoch von diesem Auslaufen der Sklaverei unberührt und weiter in Vertragsknechtschaft.

#### Schlacht bei Tippecanoe

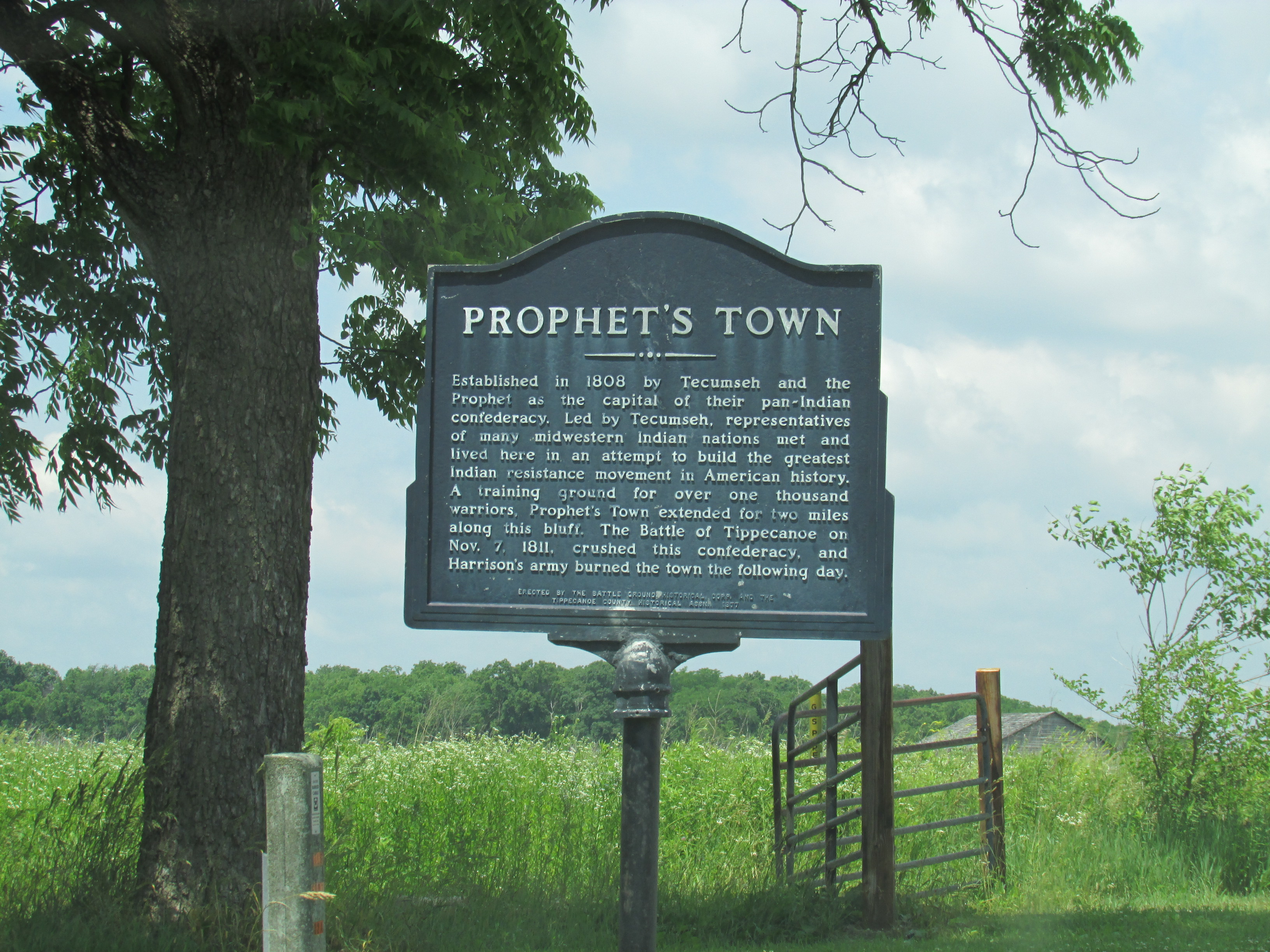
Informationstafel im Prophetstown State Park (2014)

Als ständige Gefahr schwebte über dem Territorium die Bedrohung durch Indianer und Briten von Oberkanada aus; vor allem ein Bündnis zwischen den beiden Gruppen wurde in Vincennes befürchtet. Harrison hatte wenig Vertrauen in die militärische Leistungsfähigkeit der lokalen Milizen und setzte sich für ihre Stärkung ein. Im Jahr 1807 gab ihm die Territorial Legislature volle Unterstützung für eine Professionalisierung der Ausbildung der Milizionäre, mit der eine bessere Ausrüstung einherging. Das Führen der Milizen war die Tätigkeit, die Harrison als Gouverneur am meisten schätzte und die seinen Zeitgenossen am ehesten in Erinnerung blieb, zumal sie bei späteren Wahlkämpfen besonders betont wurde.
Sein späterer großer Gegner war Tecumseh vom Volk der Shawnee. Diese hatten 1768 große Territorien im westlichen Pennsylvania und Kentucky an die Dreizehn Kolonien verloren, als die Irokesen dieses Land ohne ihre Zustimmung abgetreten hatten. In den folgenden Kämpfen gegen weiße Siedler verlor Tecumsehs Vater Pucksinwah sein Leben. Tecumsehs Bruder Tenskwatawa wurde nach einer Vision Medizinmann und Führer einer religiösen Erweckungsbewegung, die unter anderem Alkoholabstinenz und eine Rückkehr zur traditionellen Lebensweise forderte. Beide Brüder waren fest davon überzeugt, dass Nordamerika den Indianern gehörte und nicht als Land an die weißen Siedler verkauft werden konnte. Während Tenskwatawa predigte, sich eine Anhängerschaft aufbaute und als „Der Prophet“ bekannt wurde, besuchte Tecumseh andere indigene Völker, sprach sich gegen weitere Landverkäufe an Weiße aus und versuchte sie für eine gemeinsame Konföderation zu gewinnen. Im Jahr 1808 ließen sie sich im Indiana-Territorium nieder und gründeten die von Indianern unterschiedlicher Völker bewohnte Siedlung Prophetstown an der Mündung des Tippecanoe River in den Wabash River.
Obwohl Tecumseh und Tenskwatawa in einem persönlichen Gespräch mit Harrison die friedvollen Absichten bekräftigten, stieß die Ansiedlung von Anfang an auf den Widerstand der weißen Bevölkerung, die von der politischen Führung des Territoriums ein Eingreifen forderte. Neben einigen Fällen von Pferdediebstahl durch jüngere Indianer kam erschwerend hinzu, dass die Shawnee sich in der Vergangenheit mit den Briten gegen die Vereinigten Staaten verbündet hatten. Dennoch war Harrison anfangs von der Friedfertigkeit Prophetstowns überzeugt. Gegner von Tecumseh unter der indigenen Bevölkerung informierten Harrison über alle dessen Schritte. So erfuhr er zu seiner Beunruhigung, dass Tecumseh bei einem Treffen in Kanada die britischen Behörden um Waffenlieferungen gebeten hatte.
Die Lage verschärfte sich, als um die 50 Winnebago in Prophetstown eintrafen und Unterstützung für Überfälle auf Forts und die Rückgewinnung ihres Landes einforderten. Derweil setzten sich die Pferdediebstähle fort und die beiden Brüder waren erfolgreich im Schmieden einer Koalition von Indianervölkern, die sich um ihr Land betrogen sahen. Im Jahr 1810 fragte Harrison schließlich bei Tenskwatawa an, ob dieser einen Krieg anstrebte, wobei er auf die numerische Überlegenheit der Milizen und Truppen der Vereinigten Staaten hinwies. Schließlich lud er den „Propheten“ zu einem Rat ein; statt seiner erschien aber Tecumseh mit einer großen Schar von Kriegern. Bei den Gesprächen schilderte Tecumseh über mehrere Tage seine Beschwerden und die Ansicht, dass das Land der indigenen Bevölkerung insgesamt gehörte und dessen Abtretung an die Weißen widernatürlich sei. Harrison, der an unterwürfigere Verhandlungspartner gewöhnt war, ließ die Gespräche erst weiterlaufen, bis er Tecumsehs Argumentation verwarf. Unter anderem machte er geltend, dass die Indianer keine geeinte Nation darstellten, andernfalls hätte ihnen der Große Geist nicht unterschiedliche Sprachen gegeben. An dieser Stelle kam es zum Eklat, als sich Tecumseh erhob und einige indigene Teilnehmer zu ihren Waffen griffen. Harrison erklärte die Versammlung daraufhin für beendet. Nach einer späteren Entschuldigung Tecumsehs bei Harrison setzte der Rat die Tagung fort, ohne eine Einigung zu erreichen. Im folgenden Jahr trafen sich Harrison und Tecumseh zu einer erneuten Aussprache, die gleichfalls ohne Ergebnis blieb. Kurz darauf machte sich Tecumseh auf in den Süden, um dort mehr Völker für seine Konföderation zu gewinnen, während Harrison den Bewohnern von Prophetstown eine kriegerisch akzentuierte Warnung zukommen ließ, in der er diese zur Rückkehr in ihre vorherigen Siedlungsgebiete aufforderte.
Jahrelang hatte Harrison auf eine passende Gelegenheit für eine militärische Machtdemonstration und eine klare Entscheidung wie in Fallen Timbers 1794 gehofft und sah den Moment nun gekommen. Im Herbst 1811 hob Harrison eine für die damaligen Frontier bemerkenswert große Streitkraft von 1000 Mann aus, von denen ein Drittel in der regulären Armee diente. Eine größere Gruppe von Freiwilligen stammte aus Kentucky und stand unter dem Kommando von Joseph Hamilton Daviess. Nach einem längeren Marsch erreichten sie das heutige Terre Haute, Indiana. Hier ließ Harrison ein Fort errichten, während kampfwillige Indianer sich in Prophetstown sammelten, letztendlich der Streitmacht des Gouverneurs jedoch deutlich unterlegen blieben und zudem knapp an Munition waren.

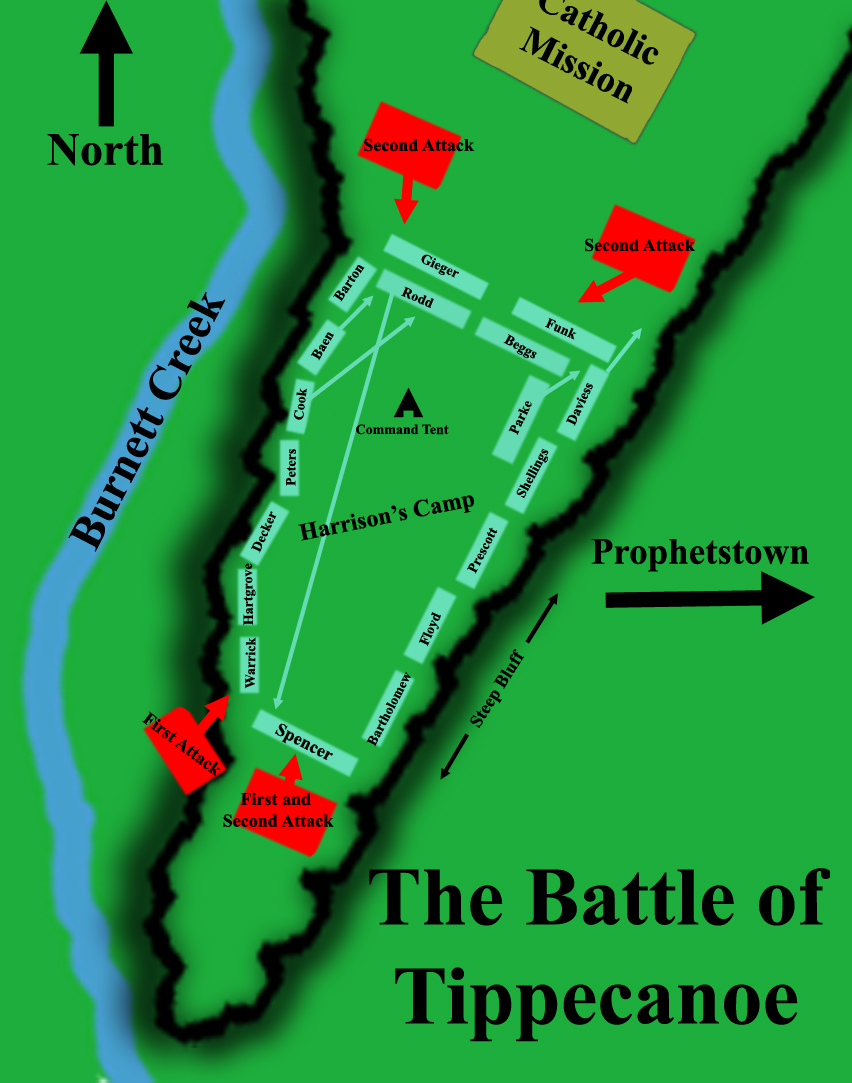
Karte der Schlacht bei Tippecanoe

Bevor Tecumseh zu einer seiner Reisen aufgebrochen war, hatte er seinen Bruder die Weisung gegeben, unter allen Umständen ein Gefecht mit Harrison zu vermeiden. Aus welchen Gründen auch immer entschied sich der „Prophet“ gegen diesen Rat und offenbarte als Medizinmann in einer Zeremonie, dass die Kugeln der Feinde ihnen nichts anhaben konnten. Als Harrison am 6. November in Sichtweite von Prophetstown eintraf, kam ihm eine Delegation von örtlichen Führern entgegen, schlug eine gemeinsame Ratsversammlung für den nächsten Tag sowie eine nahegelegene Lichtung als mögliches Feldlager für Harrisons Truppen vor. Weil dieser Ort tatsächlich der am besten geeignete für ein Lager schien, ließ er die Soldaten sich hier sammeln. Später wurde ihm nicht nur diese Order als das Tappen in eine Falle vorgeworfen, sondern vor allem sein so weit reichendes Vertrauen, dass er kein befestigtes Lager für die Nacht errichten ließ. Im frühesten Morgengrauen griffen die indigenen Krieger an, wobei die Silhouetten der Soldaten vor den Lagerfeuern gute Ziele abgaben. Die Attacke kam so überraschend, dass Harrison es nicht zu seinem Schimmel schaffte, sondern auf einem anderen Pferd zur Feuerlinie ritt. In der herkömmlichen Erzählung wird berichtet, dass dieser Pferdetausch sein Leben rettete, weil sein Aide-de-camp bei diesem Manöver auf einem weißen Pferd neben ihm reitend tödlich verwundet wurde. Im Morgenlicht konnte die Armee des Territoriums die Angreifer besser orten und siegte in der Schlacht bei Tippecanoe. Nach dem Rückzug der Indianer vom Schlachtfeld und aus ihrer Siedlung, machte Harrison Prophetstown dem Erdboden gleich.
Nach der Schlacht, bei der es sich im eigentlichen Sinn eher um ein mäßig bedeutsames Scharmützel gegen einen klar unterlegenen Gegner gehandelt hatte, hatte Harrison mit 188 gefallenen und verwundeten Soldaten wesentlich größere Verluste zu verzeichnen als die indigenen Kämpfer und kaum Gefangene gemacht. Diese durchwachsene Bilanz war nicht der glorreiche Sieg, der im Präsidentschaftswahlkampf 1840 zelebriert wurde. In der Territorialversammlung wurde Ende des Jahres eine Resolution zu Ehren der regulären Soldaten der Schlacht bei Tippecanoe verabschiedet, die Milizionäre und Harrison bewusst aussparte. Seine Rückkehr nach Vincennes war daher keine im Triumph.
Daher waren die ersten Reaktionen auf den Ausgang des Gefechts gemischter Natur. Hinzu kam, dass sich Tecumseh bald darauf mit den Briten in Oberkanada verbündete, womit genau das eintrat, was eigentlich hätte verhindert werden sollen. Der wenige Monate später beginnende Britisch-Amerikanische Krieg wurde daher mit dem Eingreifen dieser Koalition in das Geschehen im Westen der Vereinigten Staaten vor allem als eine fortgesetzte Auseinandersetzung mit den Indianern erlebt, während an der Ostküste diese Wahrnehmung kaum eine Rolle spielte. Neben den Soldaten stand vor allem Präsident James Madison hinter Harrison und pries in der Öffentlichkeit dessen Sieg in der Schlacht bei Tippecanoe. So kam es, dass die Armee des Territoriums bei ihrer Rückkehr in die Heimat einen triumphalen Empfang erlebte, und die um sich greifende Legendenbildung hinsichtlich der Schlacht bei Tippecanoe Harrison immer mehr Bewunderer verschaffte, darunter mit Henry Clay der Sprecher des Repräsentantenhauses der Vereinigten Staaten. Anders als die einfachen Soldaten sahen die Offiziere Harrison als militärischen Führer kritisch. Ihm wurde vorgeworfen, dass er zu vorsichtig agierte, nur nach langer Vorbereitung marschierte und bei Vorteil oder Sieg dem Gegner nicht nachsetzte.

### Im Britisch-Amerikanischen Krieg (1812–1814)
Noch vor Ausbruch des Britisch-Amerikanischen Kriegs verließ Harrison das Indiana-Territorium und bemühte sich um Wiedereinstellung in die United States Army, wobei er sein Gehalt als Gouverneur bis 1813 weiter bezog. Zu seiner Enttäuschung wurden bei der Besetzung des Generalstabs Veteranen aus dem Amerikanischen Unabhängigkeitskrieg wie William Hull, der das Kommando über die Nordwest-Armee erhielt, und James Winchester ihm vorgezogen. Über den Gouverneur von Kentucky Charles Scott und Clay bemühte er sich beim Weißen Haus um die Führung der Freiwilligenregimenter dieses Bundesstaats. Kriegsminister William Eustis versagte ihm jedoch diesen Dienstposten, vermutlich weil er Harrison generell in keiner maßgeblichen Position im Krieg mit Großbritannien sehen wollte. Am Ende profitierte er von Hulls desaströser Aufgabe von Detroit, das den Briten und Tecumseh in die Hände fiel. Die Koalition aus Indianern der Region um die Großen Seen und Briten bedrohte in der Folge weite Teile des Indiana-Territoriums und löste in der Bevölkerung Panik aus. Danach wuchs der Druck auf Scott, Harrison, obwohl dieser kein Bürger des Bundesstaats war, zum Generalmajor der Kentucky-Miliz zu ernennen und nach Detroit in Marsch zu setzen, obwohl dies seine formale Zuständigkeit überschritt. Derart ermutigt machte sich Harrison auf den Weg nach Cincinnati, wo General Winchester mit vier Regimentern kampierte. Dort angekommen beanspruchte er zur Empörung Winchesters für sich das Kommando über die drei Miliz-Regimenter aus Kentucky. Die Situation löste sich, als Harrison im August offiziell zum Brigadegeneral ernannt wurde und im folgenden Monat von Präsident Madison das gewünschte Kommando über die Nordwest-Armee erhielt. Weil er erst Ende September von seiner Ernennung und dem damit verbundenen Auftrag der Rückeroberung Detroits und Invasion Kanadas erfuhr, verzögerte sich der geplante Winterfeldzug. Zum Jahresende trat Harrison als Gouverneur des Indiana-Territoriums offiziell zurück.

#### Schlacht bei Frenchtown (1813)
Harrison teilte sein Heer für den Marsch Richtung Detroit in drei Gruppen auf. Die Nachschublinien schützte er, indem er unterwegs sämtliche Siedlungen der Miami zerstören ließ, auch wenn es sich bei diesem Indianervolk um einen traditionellen Verbündeten der Vereinigten Staaten handelte. Das Gelände und die zunehmende Winterwitterung gestalteten die Versorgung der nordwärts strebenden Truppen immer schwieriger, so dass Proviant und wetterfeste Ausrüstung bald Mangelware wurden. Harrison wurde spätestens jetzt klar, dass die gesamte Operation vom Zeitraum her eine schlechte Idee gewesen war. Den Fehlschlag, zu dem sie sich entwickelte, hatte schließlich jedoch Winchester zu verantworten. Als dieser im Januar 1813 am mit Harrison vereinbarten Treffpunkt am Sandusky River eintraf, bestand er auf einen Weitermarsch nach Frenchtown, Michigan. Winchester wollte die Einwohner dieser am River Raisin gelegenen Ortschaft evakuieren, weil der Fluss unter britischer Kontrolle stand. Er nahm mit 300 Männern die Siedlung ein und wartete dort auf Verstärkung durch Harrisons Truppen, die jedoch im winterlichen Morast steckenblieben. Aus diesem Grund erreichte der britische Oberst Henry Procter den Ort vor Harrison und eröffnete am 22. Januar 1813 die Schlacht bei Frenchtown (auch als Schlacht am River Raisin bezeichnet). Diese resultierte in der Niederlage und Gefangennahme Winchesters. Als die Briten sich vor dem annähernden Harrisons zurückzogen, kam es zu einem Massaker an 30 amerikanischen Kriegsgefangenen durch indigene Krieger, das erst der eintreffende Tecumseh beenden konnte. Die Öffentlichkeit in den Vereinigten Staaten honorierte diesen Einsatz jedoch nicht, sondern konzentrierte sich auf die Tötungen zuvor und erhob Remember the Raisin! („Erinnert euch an den Raisin!“) zu ihrem Schlachtruf.

#### Schlacht am Thames River (1813–1814)

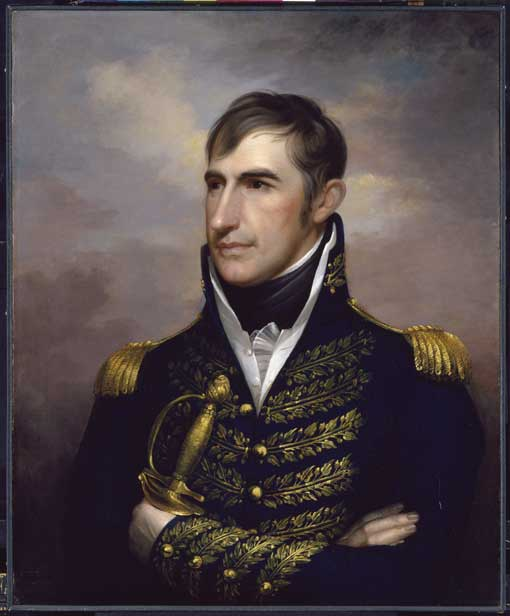
Harrison in Militär-Uniform (Rembrandt Peale, um 1813)

Nach dem Rückzug aus Frenchtown trennte sich Harrison in Fort Meigs im Landesinneren von Ohio von seiner Armee und begann mit der Aushebung neuer Regimenter sowie der besseren Absicherung der Nachschublinien. In der Nachbereitung der Schlacht von Frenchtown wurden stellenweise Vorwürfe gegen Harrison laut, er habe den Entsatz Winchesters mit Absicht verzögert, um ihn als Konkurrenten für seine weitere Karriere auszuschalten. Weil Proctor unentschlossen manövrierte und den Angriff auf Fort Meigs langwierig vorbereitete, kehrte Harrison rechtzeitig mit ausreichend Proviant und Ausrüstung für seine Armee zurück. Den kurz darauf folgenden Angriff der Briten wehrte er mit großen Verlusten ab. Durch den Sieg von Oliver Hazard Perry im September 1813 in der Schlacht auf dem Eriesee wurde die Koalition aus Briten und Indianern von Nachschub und Verstärkung abgeschnitten. Harrison marschierte daher mit der Nordwest-Armee Richtung Detroit River.
Anschließend nahm die Nordwest-Armee Detroit ein und verfolgte die fliehenden Briten. Bei dieser Operation stieß eine Freiwilligen-Kavallerie unter Richard Mentor Johnson zu ihm. Am Ufer des kanadischen Thames River stellten sie am 5. Oktober Proctor und Tecumseh. In der Schlacht am Thames River standen den 3500 Soldaten der Nordwest-Armee 800 Briten und 500 verbündete Indianer gegenüber. Harrison befahl nicht, wie damals üblich, einen Angriff mit langgezogenen Schützenlinien, sondern eine breite Kavallerieattacke. Die Soldaten des Vereinigten Königreichs traten schnell den Rückzug an, während Tecumseh und seine Krieger weiterkämpften, um ihren Frauen und Kindern Zeit für die Flucht zu verschaffen. Bei einer von Johnson geführten Attacke fiel Tecumseh. Wer genau ihn tödlich verwundete, konnte niemals geklärt werden. Obwohl Johnson diese Tat nie für sich in Anspruch nahm, bildete sich um ihn eine Legende als den Bezwinger Tecumsehs, was sich in seiner späteren politischen Karriere als vorteilhaft erwies. Harrison selbst war im Verlauf der siegreichen Schlacht an keiner Stelle in der Nähe Tecumsehs gewesen. Obwohl die Schlacht eine klarere Angelegenheit gewesen war als Tippecanoe, wurden Harrisons Leistungen als Befehlshaber in Zweifel gezogen, weil er dem zurückziehenden Feind nicht bis nach Kanada hinein nachgesetzt hatte. In den folgenden Jahren wurde Harrisons Schlachtführung in Tippecanoe und am Thames River in der Öffentlichkeit immer wieder debattiert, insbesondere bei Wahlkämpfen.
Die mutmaßlichen Überreste Tecumsehs wurden von Soldaten aus Kentucky so stark verstümmelt, dass Harrison eine Identifizierung durch gegnerische Kriegsgefangene verwarf und in der Meldung nach Washington lediglich vom Sieg in der Schlacht am Thames River berichtete, aber kein Wort über Tecumsehs Schicksal verlor. Die Nordwest-Armee brannte nach dem Gefecht noch ein nahegelegenes Dorf der als friedfertig geltenden und am Krieg völlig unbeteiligten christlichen Munsee nieder. Mit Tecumseh fiel das Symbol für den Widerstand der indigenen Bevölkerung gegen die weiße Besiedlung Nordamerikas und die letzte Hoffnung auf eine Konföderation der indigenen Völker. Aus diesen Gründen löste sein Tod bei der weißen Bevölkerung euphorische Reaktionen hervor und förderte die Popularität Harrisons. Als nationaler Kriegsheld wurde er in der öffentlichen Wahrnehmung kurze Zeit später nur von Andrew Jackson und dessen Sieg in der Schlacht von New Orleans übertroffen. Daher erwartete Harrison nach der Rückkehr vom Feldzug eine landesweite Tour durch mehrere größere Städte, die ihn mit feierlichen Banketten und Empfängen ehrten. Im Kriegsministerium wendete sich derweil das Blatt gegen ihn, denn der neue Ressortleiter John Armstrong junior wollte Harrison ausbooten, wahrscheinlich, um einen eigenen Kandidaten zum Befehlshaber der Nordwest-Armee zu machen. Armstrong unterzog daher die Buchführung Harrisons einer genauen Überprüfung und versuchte diesen generell an allen möglichen Stellen in Misskredit zu bringen.
In der Zwischenzeit musste Harrison sich mit den Problemen beschäftigen, die das Erbe seines verstorbenen Schwiegervaters mit sich brachte. Zwar erhielt Harrison selbst aus dem Erbe 1200 Hektar Land am Ohio River in North Bend, aber Symmes’ weiterer Landbesitz war nicht vermessen, insbesondere nicht der beträchtliche, den Vereinigten Staaten abgekaufte Anteil. Erschwert wurde dies durch die lückenhaften Aufzeichnungen Symmes’ über seine Landspekulationen. Im Mai 1814 bat Harrison den Präsidenten um Entlassung aus der Armee, möglicherweise in der Annahme, dass Madison dieses Ansinnen ablehnen werde. Armstrong fing den Brief jedoch ab und akzeptierte in Vertretung Madisons den Rücktritt. Als der Präsident von dem Vorfall Wind bekam, intervenierte er nicht, sondern bat Harrison um das Aushandeln von Friedensverträgen mit den Indianervölkern in der westlichen Frontier. Dieser folgte der Bitte und kehrte nach Abschluss des Auftrags zu seiner Familie nach North Bend in Ohio zurück. Der Bundesstaat war mittlerweile über die im Bau befindlichen National Road und den Eriekanal besser an den Rest der Vereinigten Staaten angebunden und wies eine hohe Bevölkerungszahl auf.

### Repräsentantenhaus,State Legislatureund Senat (1814–1828)
Nach der Rückkehr ins Privatleben widmete sich Harrison dem Betrieb seiner etwas über 1200 Hektar großen Farm. Das Wohnhaus, bis dahin eine zweistöckige Blockhütte, ließ er zu einer mit Residenz mit 16 Zimmern und einer Verkleidung aus Stülpschalung erweitern. Daneben kümmerte er sich um Veteranen, für deren Belange er in Briefen um Unterstützung bat. Die landwirtschaftlichen Erträge wurden größtenteils für die Versorgung der Familie und der vielen Gäste verbraucht. Weil außerdem Harrisons Geschäftsprojekte, wie unter anderem eine Gießerei, sämtlich ohne Erfolg blieben, musste er seinen Landbesitz mit Hypotheken belasten. Als der prominenteste Bürger Süd-Ohios wurde er regelmäßig zu öffentlichen Veranstaltungen und Empfängen als Ehrengast eingeladen. Wenn sich politisch eine entsprechende Gelegenheit ergab, nominierten die Bewohner dieser Region Harrison für ein Amt, so im Jahr 1816 für einen freiwerdenden Sitz im Repräsentantenhaus und anschließend für den 15. Kongress der Vereinigten Staaten. Weil North Bend in der Grenzregion zu Indiana lag, konnte er bei letztgenannter Wahl für diesen Bundesstaat antreten.
Harrison war sehr an einem längeren Aufenthalt in der Hauptstadt gelegen, denn er wollte dort den Vorwürfen entgegentreten, er habe sich während des Britisch-Amerikanischen Kriegs persönlich bei der Versorgung der Nordwest-Armee bereichert. Ein Kongressausschuss unter Leitung von Johnson, dem vermeintlichen Bezwinger von Tecumseh, untersuchte diese Vorwürfe. Außerdem waren in Washington weiterhin Gerüchte im Umlauf, die Harrisons Leistungen als militärische Führer im Gefecht infrage stellten. Aus diesem Grund hatte der Senat der Vereinigten Staaten eine Resolution auf Eis gelegt, die ihm als nationale Anerkennung eine Goldmedaille verleihen wollte. Im Jahr 1818 hatte er Erfolg und bekam die Ehrung zuerkannt. Im Repräsentantenhaus engagierte er sich vor allem bei militärischen Themen, ohne im Kongress jemals eine wichtige Rolle zu spielen. So setzte er sich erfolgreich für Witwen- und Waisenrenten für die Angehörigen von im Krieg gefallenen Milizsoldaten ein. Des Weiteren machte er sich für Siedler stark, die die Schuldzahlungen auf ihr Land nicht mehr begleichen konnten. Zwar sprach er sich in einer Debatte ganz im Sinne seiner überwiegend abolitionistisch gesinnten Wähler gegen Sklaverei im neuen Bundesstaat Illinois aus, aber ansonsten stimmte er bei diesem Thema immer mit den Sklavenstaaten des Südens. Im Jahr 1819 trat er nicht zu einer Wiederwahl für das Repräsentantenhaus an.
Er blieb der Politik jedoch nicht fern, sondern seine Anhänger nominierten ihn noch im gleichen Jahr für den Senat von Ohio. Anders als bei den vergangenen Wahlen hatte er es dieses Mal mit einer konkurrierenden Liste zu tun, die sich aus Gegnern der Second Bank of the United States („Zweite Bank der Vereinigten Staaten“) zusammensetzte. Nach einem dem Krieg von 1812 folgenden Landboom, der auf der westlichen Expansion der Vereinigten Staaten basierte, war eine Spekulationsblase entstanden und geplatzt mit besonders schweren Auswirkungen in Ohio. Die Anti-Bank-Liste machte für die Krise die Zentralbank verantwortlich und warf Harrison vor, dass er in der Vergangenheit Ortsdirektor der Second Bank in Cincinnati gewesen war. Jedoch hatte Harrison im Kongress für eine Abschaffung der Zentralbank gestimmt und auch im Wahlkampf für den Senat von Ohio positionierte er sich als Gegner von Banken. Die State Legislature selbst hatte im gleichen Jahr extrem hohe Bankensteuern gegen die United States Bank of Ohio eingeführt, die 1824 vom Obersten Gerichtshof der Vereinigten Staaten als verfassungswidrig aufgehoben wurden.
Nach seiner Wahl in den Staatssenat verfolgte er, wie angekündigt, eine Anti-Banken-Politik. Dennoch stellte er stets klar, dass er die Entscheidung des Obersten Gerichtshofs in der Frage der Bankensteuern akzeptieren werde, und stimmte gegen populistische, noch extremere Maßnahmen gegen die United States Bank of Ohio. Hinsichtlich der Sklavenfrage votierte er im Sinne der Südstaaten und gegen die Mehrheitsmeinung seines Wahlbezirks für die Aufnahme von Missouri als Sklavenstaat in die Union. Wie zuvor im Kongress setzte er sich für die Belange der Milizen ein und brachte einen Gesetzesvorschlag zur Einführung von öffentlichen Schulen ein. Nach einer Amtsperiode trat er nicht zur Wiederwahl an. In den kommenden Jahren schien Harrison im politischen Aus angelangt zu sein. Eine Kandidatur für den Bundessenat im Januar 1821 scheiterte an Benjamin Ruggles; im Wahlkampf wurde Harrison vor allem seine Haltung in der Missouri-Frage angekreidet. Genau ein Jahr später trat er bei einer Nachfolgewahl für den verstorbenen William A. Trimble an und erzielte von allen Kandidaten die wenigsten Stimmen. Im Herbst 1822 ließ er sich zu einer Bewerbung für das Repräsentantenhaus überreden, verlor hier aber in einer hart geführten Kampagne gegen James W. Gazlay. Im Wahlkampf wurden erneut seine militärischen Fähigkeiten bezweifelt und ihm illegale Landzuweisungen durch seinen Schwiegervater vorgeworfen. Harrison selbst sah seine Haltung in der Sklavenfrage als ursächlich für die Niederlagen an. In den folgenden zwei Jahren bedrängte er aus finanziellen Nöten heraus Präsident James Monroe um den einträglichen Botschafterposten in Mexiko. Obwohl ihm Clay zur Seite sprang, ignorierte ihn das Weiße Haus. Ab dem Jahr 1824 ist Harrison politisch dem Lager von Clay zuzurechnen; er unterstützte ihn bei der Präsidentschaftswahl 1824 und 1832 und trat in kommenden Wahlen in Anti-Jackson-Listen an.
Im Januar 1825 endete die Durststrecke, als ihn, wie damals noch üblich, die State Legislature Ohios in den Senat der Vereinigten Staaten wählte. Im 19. Kongress stand er auf Seiten von Präsident John Quincy Adams gegen dessen Konkurrenten Andrew Jackson, ein Konflikt, der zur Aufspaltung der Demokratisch-Republikanischen Partei in National Republicans und die Demokraten führte. So sprach er sich im Gegensatz zu den Jacksonians für nationale Infrastrukturprojekte aus. Im Mai 1828 verließ Harrison den 20. Kongress. Noch im gleichen Jahr schlug sein Versuch fehl, Vizepräsidentschaftskandidat bei Adams’ am Ende scheiternder Wiederwahl zu werden. Statt seiner wurde Richard Rush der Running Mate von Adams.

### Botschafter in Großkolumbien (1828–1829)

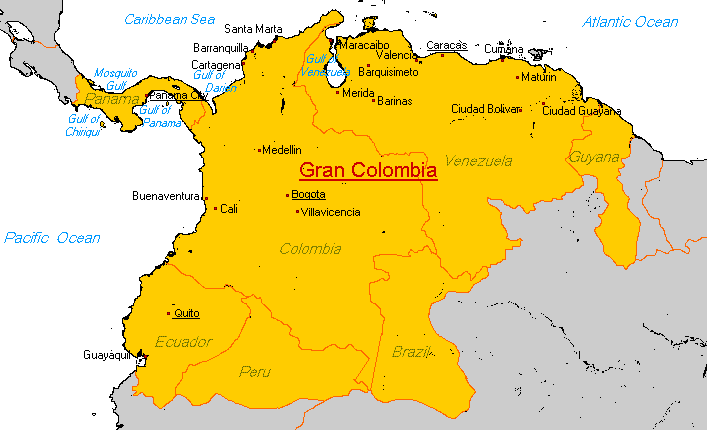
Großkolumbien

Noch unter der Adams-Administration bemühte er sich um einen Botschafterposten, erst in Mexiko, dann in Großkolumbien. Harrison erhoffte sich von dieser lukrativen Position Hilfe gegen die immer drückendere Schuldenlast. Der Präsident stieß sich an dem hartnäckigen Werben Harrisons, zumal er keine hohe Meinung von ihm hatte, sondern als „politischen Abenteurer“ mit „lebhaften und aktivem, aber flachen Intellekt“ beurteilte. Bei der Kabinettsitzung überstimmten die Minister jedoch Adams, der nachgab und Harrison zum Botschafter in Großkolumbien ernannte, das aus dem heutigen Kolumbien, Venezuela, Panama und Ecuador bestand. Auf der inklusive Vorbereitung knapp einjährigen Reise zur Botschaft nach Bogotá begleitete ihn sein 18-jähriger Sohn Carter als Attaché. Höhepunkt der Strapazen war eine 40-tägige Bergtour durch die Anden. Am 5. Februar 1829 erreichte Harrison Bogotá. Hier bezog er eine repräsentative Residenz, deren Gartenbewirtschaftung einen großen Teil seiner Zeit einnahm. Dank seiner jovialen Art baute er sich schnell einen Freundeskreis auf.
Währenddessen hatte Jackson die Präsidentschaftswahl gewonnen und zog in das Weiße Haus ein. Eine seiner ersten Amtshandlungen war die Entlassung von Harrison als Botschafter, den er durch Thomas Patrick Moore ersetzte. Die Anhänger Harrisons sahen darin die Bestätigung, dass der Präsident keinen weiteren Kriegshelden neben sich duldete. Möglicherweise lag der Grund für diese Handlung im Abstimmverhalten Harrisons während seiner Zeit im Repräsentantenhaus. Damals hatte der Kongress über Jacksons Hinrichtung von zwei Briten bei der Invasion von Spanisch-Florida im ersten Seminolenkrieg im Jahr 1818 debattiert und einen Tadel gegen diesen erwogen. Bei der Abstimmung hatte Harrison gegen die große Mehrheit für einen Tadel Jacksons votiert. Nach der Ernennung Moores am 11. März 1829 bedeutete Jackson Außenminister Martin Van Buren, Harrison erst im Herbst über seine Abberufung zu informieren.
Harrison beobachtete derweil die gespannte politische Lage in der jungen Republik Großkolumbien. Präsident Simón Bolívar, der die südamerikanischen Unabhängigkeitskriege gegen das spanische Kolonialreich geführt hatte, griff bei der Regierung immer mehr auf diktatorische Mittel zurück, so dass einige verschwörerische Zellen seinen Umsturz planten. Außerdem drohte ein Krieg mit Peru. Wie aus den Berichten Harrisons an das Außenministerium hervorgeht, stand er in vertrauensvollem Verhältnis zu etlichen der Gegner Bolívars. Angesichts seiner festen Überzeugung von der universellen Gültigkeit des politischen Systems der Vereinigten Staaten ist davon auszugehen, dass er mit den oppositionellen Kräften in Bogotá sympathisierte. Als im September 1829 Moore eintraf und ihn als Botschafter ablöste, schrieb Harrison einen in späteren Wahlkämpfen verwendeten Abschiedsbrief an Bolívar, in dem er ihn aufrief, an den freiheitlichen republikanischen Prinzipien festzuhalten und sich in dieser Beziehung George Washington zum Vorbild zu nehmen. Diese Belehrung stieß auf wenig Verständnis und als Harrison durch das Land reiste, um sich von Freunden zu verabschieden, bereiteten die großkolumbianischen Behörden Klagen gegen ihn und seinen Sohn vor. Diesen beiden sowie weiteren Diplomaten warfen sie die Mitverschwörung zum Sturz Bolívars vor. Zwar brachten die Ermittlungen kein Ergebnis, aber Harrison und Carter beeilten sich, das Land zu verlassen. Mitte November erreichten sie die Hafenstadt Cartagena, wo sie einige Wochen feststeckten, bis sie ein Händler aus New York mitnahm. Am 5. Februar 1830 erreichten sie schließlich New York City und im April kehrte Harrison nach North Bend zurück.

### Im Abseits (1829–1836)
In der Heimat sah er sich wegen der Insolvenz seiner Eisengießerei mit einer Schuldenlast von 20000 US-Dollar (2025: ca. 700.000 US-Dollar) größeren finanziellen Nöten ausgesetzt als jemals zuvor. Im November 1830 wuchs nach dem Tod seines Sohnes John Cleve an Typhus der Haushalt um dessen Witwe und ihre sechs Kinder. Durch Mitgiften an seine Töchter und Landschenkungen an seine Söhne schwand zudem der Landbesitz von Harrison. Im Januar 1831 verlor er die Wahlen für den Bundessenat gegen Thomas Ewing. Das Jahr 1832 brachte wegen einer Flut des Ohios im April und einer Dürre im Sommer starke Ernteausfälle mit sich. Harrison plante schon ernsthaft in das damals noch mexikanische Texas auszuwandern, als er im Oktober 1834 eine Anstellung als Gerichtssekretär erhielt und zu diesem Zweck ein Büro in Cincinnati eröffnete. Diese Tätigkeit war mit keinem Gehalt verbunden, sondern das Einkommen bildeten die eingenommenen Gebühren.
Zum Jubiläum der Schlacht am Thames River im Jahr 1834 wurde Harrison von den Veranstaltern lediglich als „Ko-Held“ neben Johnson eingeladen, woraufhin er in einem öffentlichen Brief die Einladung ablehnte. Dieser Brief fand Beachtung in Zeitungen, die der United States Whig Party, die sich in Nachfolge der National Republican Party unter wesentlicher Mitwirkung von Clay als Hauptopposition gegen die Jacksonian Democracy etabliert hatte, nahestanden. Zu dieser Zeit begannen mit Blick auf die kommenden Präsidentschaftswahlen Whigs in Ohio und einigen Oststaaten, Harrison als politisches Gegenmodell zum demokratischen Kriegshelden und scheidenden Präsidenten Jackson aufzubauen. In Konkurrenz zu Jackson, Old Hickory, erhielt Harrison den Spitznamen Old Buckeye.
Außer der prinzipiellen Gegnerschaft zu den Demokraten Jacksonscher Prägung war ein grundsätzliches Parteiziel der Whigs die Stärkung der Bundesgewalt gegenüber den Rechten der Einzelstaaten, wobei sie das Machtzentrum im Kapitol und nicht im Weißen Haus sahen. Ferner traten sie für die Einrichtung öffentlicher Schulen, die Finanzierung nationaler Infrastrukturprojekte und eine bankenfreundliche Politik ein. In der Praxis war die Einheit der Whigs im Sinne einer nationalen Partei wenig gegeben. Dies zeigte sich insbesondere bei der Sklavenfrage, denn in den Nordstaaten warben die Whigs um abolitionistische Wähler, jedoch im Süden um Sklavenhalter, die für die Rechte der Bundesstaaten eintraten. Die Wahlaussichten gegen Jacksons auserkorenen Nachfolger Vizepräsident Martin Van Buren standen für die Whigs äußerst schlecht, weshalb ihre Leitfigur Clay kein Interesse an einer Kandidatur für 1836 hatte. Daraus resultierte, dass die Whigs mit mehreren Kandidaten aus unterschiedlichen Regionen ins Rennen gingen. Was das Weiße Haus angeht, war dies das Eingeständnis eine Niederlage, aber durch lokal prominente Kandidaten hofften sie, Stimmen bei den jeweiligen Kongress- und State-Legislature-Wahlen zu gewinnen.

### Präsidentschaftskandidatur 1836

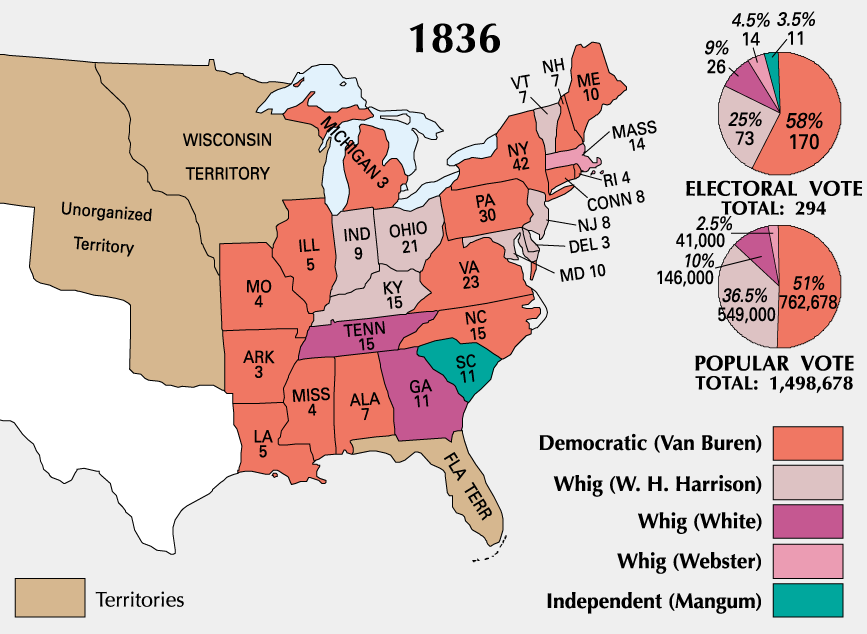
Ergebnisse der Präsidentschaftswahl 1836 nach Bundesstaat (siehe Farblegende) sowie Stimmverteilung bei Popular Vote und im Electoral College (siehe Kreisdiagramme)

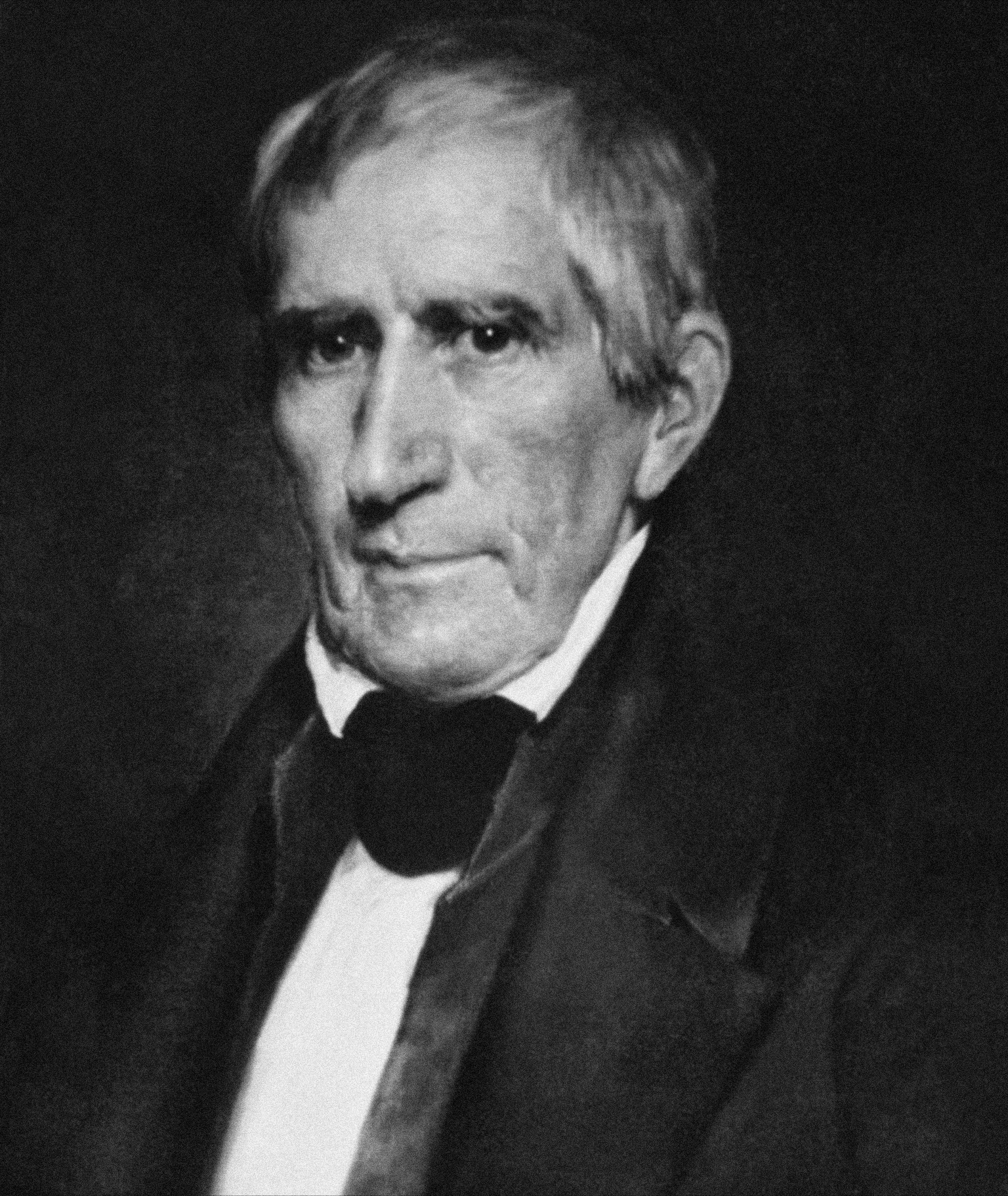
Daguerreotypie (ca. 1850) eines Gemäldes (1841, Albert Gallatin Hoit) von William Henry Harrison

An dieser Stelle kam nun Harrison ins Spiel und im Januar 1835 schlug ihn in Harrisburg, Pennsylvania, eine erste Whig-Versammlung als Präsidentschaftskandidaten vor. Nachdem in Neuengland Daniel Webster, in den Südstaaten Hugh Lawson White als Kandidaten auserkoren wurden und Ohios Favorit, der oberste Bundesrichter John McLean, passiv geblieben war, streuten Harrisons Anhänger Anfang 1835 seinen militärisch ruhmvollen Namen als Kandidaten für den Nordwesten und eines Tages die Nation insgesamt. Neben seiner verblassten Prominenz aus vergangenen Tagen und der hohen Anhängerschaft unter den zahlreichen Veteranen gereichte ihm zum Vorteil, dass er als Politiker kaum einen bleibenden Eindruck jenseits von Indiana-Territorium und Ohio hinterlassen hatte, vor allem nicht in der brisanten, Clay zum Nachteil gereichenden Sklavenfrage, sondern fast ausschließlich als General im Krieg von 1812 in der Erinnerung präsent war. Er war daher als politisch weitgehend unbeschriebenes Blatt für bedeutende Wählergruppen wie zum Beispiel die Pflanzer und den einflussreichen Anti-Freimaurer-Flügel eine akzeptable Alternative zu polarisierenden Figuren wie Webster und dem Freimaurer Clay. Dessen Verhältnis zu Harrison hatte sich merklich abgekühlt, aber er unterstützte ihn als Kandidaten mit dem größten Potenzial, die Partei zu einigen. Im Dezember 1835 wählte ihn in Pennsylvania der erste Parteitag zum Whig-Kandidaten für ihren Einzelstaat.
Harrison führte den Wahlkampf zuerst in der damals üblichen Manier, die keine öffentlichen Reden vorsah. Er wurde zu feierlichen Empfängen eingeladen, stand in ständigem Schriftverkehr mit seinen Anhängern und setzte sich in einem öffentlichen Brief vor allem für die Finanzierung nationaler Infrastrukturprojekte ein, während er bei anderen von Clays Prinzipien nur lauwarme Zustimmung offenbarte. Davon abgesehen war insbesondere die scharfe Verurteilung von Jacksons Präsidentschaft als Diktatur eine zentrale Botschaft. Ab Juli 1836 startete Harrison einen Wahlkampf mit bis dahin unerreichtem Aufwand. Von seinem Geburtsort ausgehend bereiste er bis zum Wahltag weite Landesteile. Ein Grund für diese damals ungewöhnlich aktive Kampagnenführung war Harrisons Wunsch, damit Gerüchten über sein Alter und um seinen Gesundheitszustand entgegenzutreten. Auf der demokratischen Gegenseite stand mit Johnson als Running Mate von Van Buren ein weiterer Held aus dem Britisch-Amerikanischen Krieg; er war aus ähnlichen Motiven ausgesucht worden wie Harrison, jedoch nicht als Gegenmodell zu Jackson, sondern zum behäbigen New Yorker Parteipolitiker Van Buren. Van Buren gewann am Ende die Präsidentschaftswahl mit absoluter Mehrheit, während auf Harrison die zweitmeisten Stimmen und 73 von 294 Wahlmänner entfielen. Die sieben Bundesstaaten, die an ihn gingen, lagen mehrheitlich im Norden, deren größter Ohio.

### Präsidentschaftskandidatur 1840

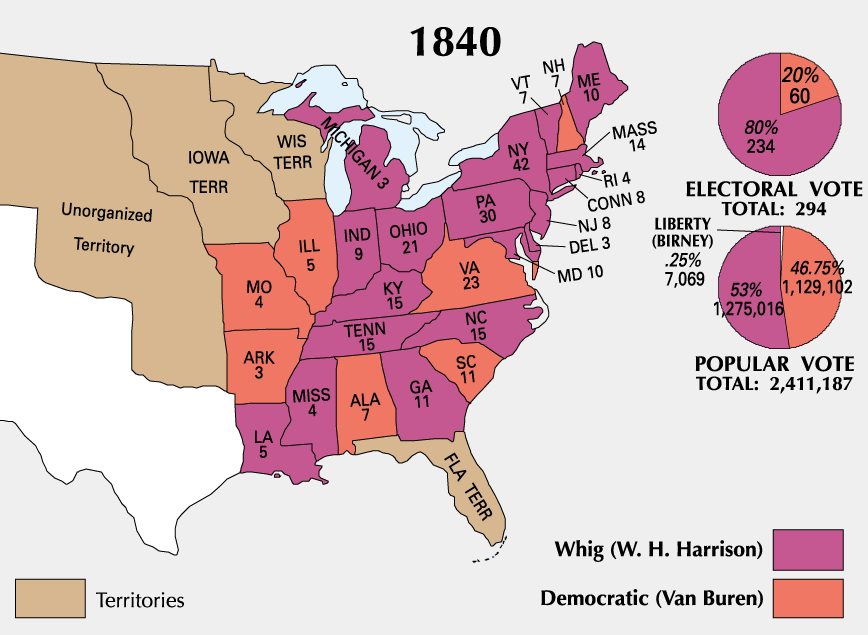
Ergebnisse der Präsidentschaftswahl 1840 nach Bundesstaat (siehe Farblegende) sowie Stimmverteilung bei Popular Vote und im Electoral College (siehe Kreisdiagramme)

Nicht lange nach Van Burens Amtseinführung stiegen die Aussichten für die Whigs bei der Präsidentschaftswahl 1840, denn die Wirtschaftskrise von 1837, eine der schwersten ihrer Art in der Geschichte der Vereinigten Staaten, nahm ihren Anfang. Für eine kurze Phase konnte Van Buren eine Erholung erreichen, aber dann verschlimmerte sich die Lage wieder bis zum Ende seiner Amtszeit hin. Das Weiße Haus in Griffweite wuchs die Konkurrenz in der Whig Party um eine Nominierung und dieses Mal bewarb sich auch Clay um dieses Amt. Im Juli 1837 hatten bereits die Ohio-Whigs Harrison als Präsidentschaftskandidaten vorgeschlagen. Im Jahr 1838 kristallisierten sich Harrison und Clay als die zwei Konkurrenten um die Nominierung heraus, wobei der Anti-Freimaurer-Flügel ersteren favorisierte. In einem öffentlichen Brief an Harmar Denny, einen Politiker dieser Fraktion, versprach Harrison ein Programm, das die Machtbalance zwischen Weißem Haus und Kapitol deutlich zum Kongress verschoben hätte. Unter anderem befürwortete er eine Begrenzung des präsidialen Vetorechts und die alleinige Hoheit über den Bundeshaushalt durch Senat und Repräsentantenhaus. Der Anti-Freimaurer-Führer Thaddeus Stevens, einer von Harrisons wichtigsten Unterstützern, organisierte im Mai 1839 eine Parteiversammlung mit Delegierten aus fünf Bundesstaaten, die Harrison als Präsidentschaftskandidaten nominierten.
In Harrisons Karten spielte 1839 der Schwenk des einflussreichen Zeitungsherausgebers Thurlow Weed, der vorher mit Winfield Scott einen anderen General als Kandidaten aufbauen wollte, in seine Richtung. Auch Abraham Lincoln wechselte vom Clay- ins Harrison-Lager. Im Dezember gleichen Jahres konferierten die Whigs erstmals auf einem nationalen Nominierungsparteitag, um dort den Spitzenkandidaten zu wählen. Von den maßgeblichen Bewerbern um diese Position war keiner auf der National Convention anwesend. Als im zweiten Wahlgang durch Weeds Manöver ein Teil der Delegierten von Scott zu Harrison wechselte, war die Kandidatur gegen Van Buren gesichert. Dazu hatte Stevens einen fingierten Brief Scotts an New Yorker Abolitionisten den Delegierten Virginias zugespielt, woraufhin diese zu Harrison überliefen. Harrison hatte somit trotz seiner wenig eindrucksvollen politischen Vita mit Clay und Webster die zwei führenden Staatsmänner im damaligen Amerika ausgebootet. Weil zur Ausbalancierung des Kandidatengespanns weder Clay noch einer seiner Gefolgsleute bereit war, wurde der politische Außenseiter John Tyler aus Virginia Harrisons Running Mate. Das Amt des Vizepräsidenten wurde damals als nahezu bedeutungslos angesehen; bis dahin war noch kein Präsident im Amt gestorben. Der Wahlkampfschlager des Tickets („Wahlliste“) lautete: Tippecanoe and Tyler too.

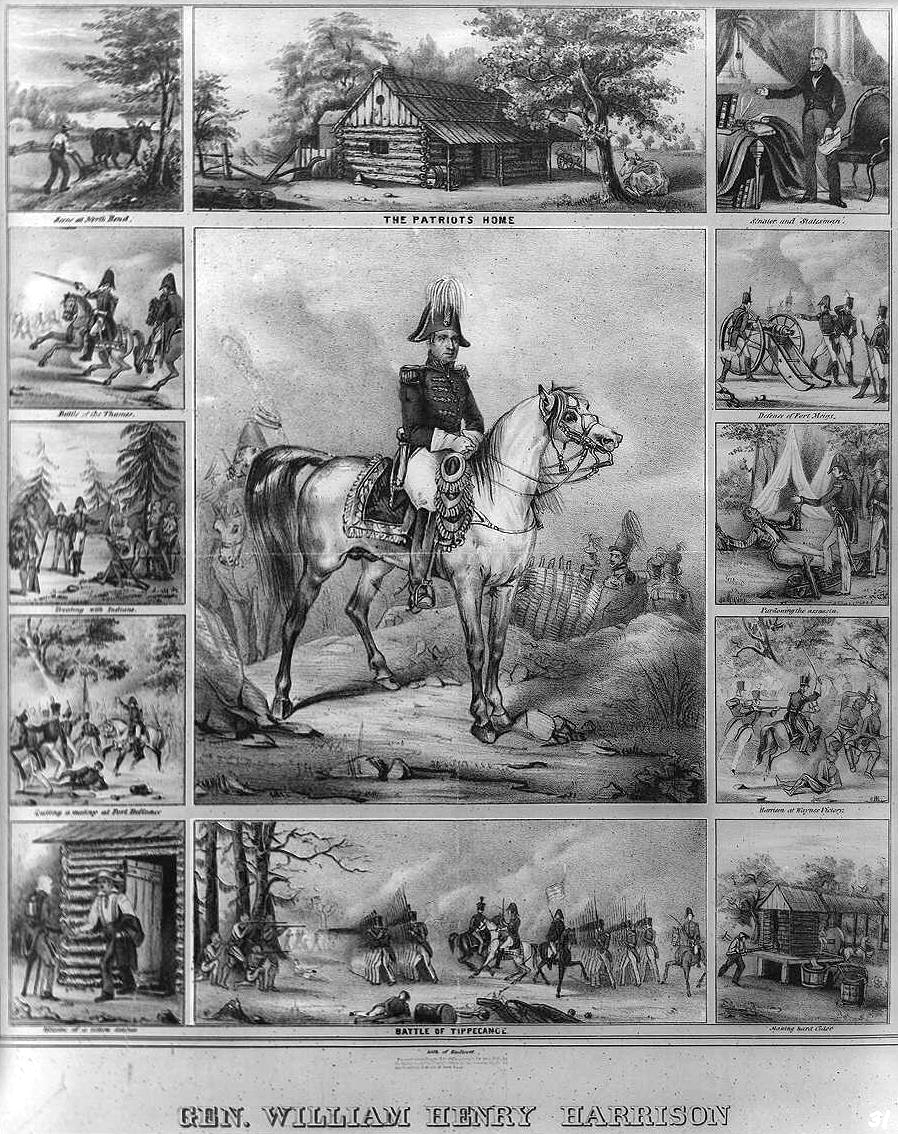
Wahlplakat für Harrison mit Motiven aus seinem Leben und der vermeintlichen Blockhütte in der oberen Bildmitte

Wie damals noch üblich gingen die Whigs ohne ein Wahlprogramm im heutigen Sinne in den Wahlkampf; dieser ist als log cabin campaign („Blockhütten-Kampagne“) in der amerikanischen Politikgeschichte bekannt. Mit dem nationalen Presseecho des Nominierungsparteitags landesweit beginnend  wurde Harrison völlig überzeichnet als ein bescheiden in einer Blockhütte an der Frontier lebender Farmer mit ruhmreicher militärischer Vergangenheit dargestellt und in Gegensatz zu Van Buren als dem Luxus zugewandten Angehörigen des politischen Establishments gesetzt. Harrison schlüpfte mit großem Enthusiasmus in diese Rolle. Die Demokraten im Gegenzug versuchten, Harrison als einen pensionierten Niemand lächerlich zu machen, und wiesen auf Harrisons Herkunft aus der Pflanzeraristokratie Virginias sowie seine geräumige Residenz und großen Landbesitz hin. Nach einem entsprechenden Zeitungskommentar, der Harrisons vermeintliche Frugalität feierte, indem er die Legende streute, Harrison habe Webster bei einem Besuch in North Bend statt Wein nur Apfelschaumwein anbieten können, spielte Hard cider im Straßenwahlkampf eine wichtige Rolle. Hierzu zogen feierliche Paraden von Wagen mit aufgesetzten Blockhütten durch die Ortschaften und zu jahrmarktähnlichen Massenkundgebungen außerhalb der Städte, auf denen neben Essen allerlei Werbegeschenke wie Liederbücher, Harrison-Biografien und andere Texte, aber auch Rasierseife und Tippecanoe Tobacco verteilt wurden. Das Ganze hatte noch stärkeren Volksfestcharakter als bei den Jackson-Demokraten, die nach den Wahlrechtsreformen diese populären Politikveranstaltungen für die nun stimmberechtigten Bevölkerungsschichten eingeführt hatten. Die Blockhütten-Legende gewann so eine Faszination, dass viele Whig-Politiker in ihrer Biographie nach einer log cabin suchten. Selbst eine Parteigröße wie Webster übernachtete auf der Wahlkampftour nicht in Hotels, sondern kampierte oft in der freien Natur und hielt seine Reden dort. Die Whigs hatten eine landesweite Organisation auf die Beine gestellt; insgesamt waren nach Schätzungen 5000 politische Redner im Wahlkampf unterwegs. Eine Folge der log cabin campaign mit dem massenhaften Ausschank von hard cider waren in einigen Städten Ausschreitungen und Auseinandersetzungen mit Demokraten.
Die Demokraten versuchten Harrisons Popularität mit dem Ruhm ihres Vizepräsidentschaftskandidaten als Bezwinger Tecumsehs zu kontern. Johnson jedoch sah sich vor allem im Süden persönlichen Angriffen ausgesetzt, weil er offen mit einer Sklavin zusammenlebte und die Kinder aus dieser Beziehung legitimierte. Möglicherweise als Reaktion darauf kamen Gerüchte in Umlauf, Harrison habe mit mehreren Indianerinnen uneheliche Kinder. Außerdem wurde ihm Feigheit vorgeworfen, weil er die Armee vor dem Ende des Britisch-Amerikanischen Kriegs verlassen hatte. Wie schon früher unterzogen die Gegner Harrisons Verhalten bei der Schlacht von Tippecanoe einer kritischen Betrachtung und Jackson gab aus dem Ruhestand zu Protokoll, dass er Harrison als militärischen Führer nie für voll genommen habe. Der Tradition folgend blieb Harrison nach der Nominierung erst zu Hause und empfing einen niemals nachlassenden Besucherstrom, statt aktiv in den Wahlkampf einzugreifen. Die Kampagnenorganisation lag weniger in seinen Händen als in denen von Clay, Weed und anderen. In Ohio und Indiana ging Harrison einen Schritt, den selbst Jackson nicht getan hatte, indem er als erster Präsident bei öffentlichen Kundgebungen mit teilweise mehr als 10000 Teilnehmern insgesamt 23 Wahlkampfreden hielt, wohl auch wegen der Gerüchte um seine Gesundheit. In diesem Kontext war er gleichfalls der erste Präsident, der einen ärztlichen Befund über sich veröffentlichen ließ. Im Juni pausierte er nach dem Tod eines seiner Söhne für einen Monat.
Seine Reden hielt Harrison aus dem Stegreif, wobei er die Kernbotschaft am Publikum ausrichtete. War dieses nativistisch gestimmt, äußerte er sich abfällig über Einwanderer, während er in Ortschaften mit einem großen Anteil von Deutsch- und Irischamerikanern seine Sympathien für Migranten bekundete. Im Norden strich er seine prinzipielle Ablehnung der Sklaverei heraus und betonte im Süden im Gegensatz dazu sein Engagement für die Ausbreitung der Sklaverei in die Territorien. Mit dem Vermeiden einer klaren Position in wichtigen Fragen folgte er dem Muster vieler anderer Präsidentschaftskandidaten in dieser Epoche, in der die Parteipolitik sich weniger an Inhalten, sondern an Regionen orientierte. Collins gibt zu bedenken, dass die Unbestimmtheit Harrisons nicht stärker gewesen sei als die von vielen modernen Präsidentschaftskandidaten. Bei der Wahl, die in den damals 26 Bundesstaaten nicht an einem Tag, sondern im Zeitraum vom 30. Oktober bis 18. November abgehalten wurde, siegte Harrison mit absoluter Mehrheit im Popular Vote und 234 von 294 Wahlmännern. Für Harrison hatten sich fast 53 Prozent der Wähler ausgesprochen, Van Buren errang 46,8 Prozent. Gleichzeitig fielen beiden Kammern des 27. Kongresses der Vereinigten Staaten an die Whigs. Bis heute historisch einmalig in der amerikanischen Geschichte war der Anstieg der Wahlbeteiligung von 58 Prozent auf 80,2 Prozent, wobei ein Drittel der Abstimmenden Neuwähler waren. Horsman betont, dass für den Sieg Harrisons nicht allein die Blockhütten-Kampagne ausschlaggebend war, sondern dass die Whigs bei der Reaktion auf die Wirtschaftskrise von 1837 auf Ebene der Einzelstaaten ihre Bereitschaft zu steuernden Eingriffen gezeigt hatten.

### Gewählter Präsident (1840–1841)
Wichtigste Aufgabe des President-elect („gewählter Präsident“) bis zur Amtseinführung Anfang März war die Zusammenstellung eines Kabinetts. In North Bend fand er dazu kaum die nötige Muße, denn unablässig schlugen bei ihm Stellenbewerber im Rahmen des Spoils System („Beute-System“) auf. Auf der Suche nach Ruhe reiste Harrison nach Kentucky, wo ihn allerdings Clay zu einem Treffen nötigte. Danach war Clay fest davon überzeugt, dass der neue Präsident bei der Kabinettsauswahl seine Wünsche berücksichtigen werde. Am 9. Februar reiste Harrison in die Hauptstadt und war der erste Präsident, der sie in der Eisenbahn erreichte. Zur Überraschung seines Gefolges stattete er Van Buren einen Besuch im Weißen Haus ab. Der noch amtierende Präsident war von dem Treffen positiv überrascht und notierte später, Harrison habe geistig lebendig gewirkt und fühle sich von der Präsidentschaft so geschmeichelt „wie eine junge Frau von einer neuen Haube“. Wegen einer Erkrankung war Harrisons Frau vorerst in North Bend geblieben; die repräsentative Rolle der First Lady als Gastgeberin im Weißen Haus übernahm nach der Amtseinführung seine Schwiegertochter Jane Irwin Harrison. Bis dahin war Harrison im National Hotel abgestiegen. Er nahm sich die Zeit für Spaziergänge durch die Hauptstadt und mischte sich unter das Volk. Bei einer Gelegenheit besuchte er den Senat.
Die größte Herausforderung für Harrison in dieser Phase lag im Umgang mit der Heerschar an Bewerbern für Stellen im Spoilssystem. Weil die Whigs die Jackson-Demokraten nach zwölf Jahren aus dem Weißen Haus drängten, stand eine umfassende personelle Erneuerung der Bundesbehörden an. Viele, die sich in der Opposition gegen den Jacksonianismus engagiert hatten, erwarteten nun einen Dienstposten und wurden bei Harrison vorstellig. Seine bekannte Jovialität gab vielen der Bittsteller Anlass zur Hoffnung. Dabei hatte sich Harrison im Wahlkampf gegen das Spoilssystem unter Jackson ausgesprochen. Eine seiner wenigen Amtshandlungen bestand darin, dass er die Bundesbehörden anwies, von den Gehältern keine Parteiabgaben mehr einzubehalten. Auch wehrte er sich gegen Forderungen nach der Entlassung aller Demokraten aus dem Dienst. Bei der Kabinettsauswahl bot er Clay das Außenministerium an, was dieser ablehnte und stattdessen Webster vorschlug, der schließlich Secretary of State wurde. Abgesehen davon konnte Clay nicht den erhofften Einfluss auf die Ministerbesetzungen nehmen und wurde von Harrison immer häufiger geschnitten. Als Clay vom Präsidenten eine Sondersitzung des Kongresses verlangte, um die Whig-Politik sofort umzusetzen, erteilte ihm dieser eine kühle Absage. Clay verließ daraufhin Washington und kehrte nach Kentucky zurück. Webster hatte bei Harrison mehr Erfolg für seine Kandidaten im Spoilssystem und Kabinett, möglicherweise war ihm dabei der Unternehmer und frühere Kongressabgeordnete Abbott Lawrence behilflich, der ein Gläubiger Harrisons war. Stevens, dessen Unterstützung von essenzieller Bedeutung für die Nominierung gewesen war und der sich Hoffnungen auf das Postministerium gemacht hatte, ging leer aus.

### Präsident für einen Monat (1841)

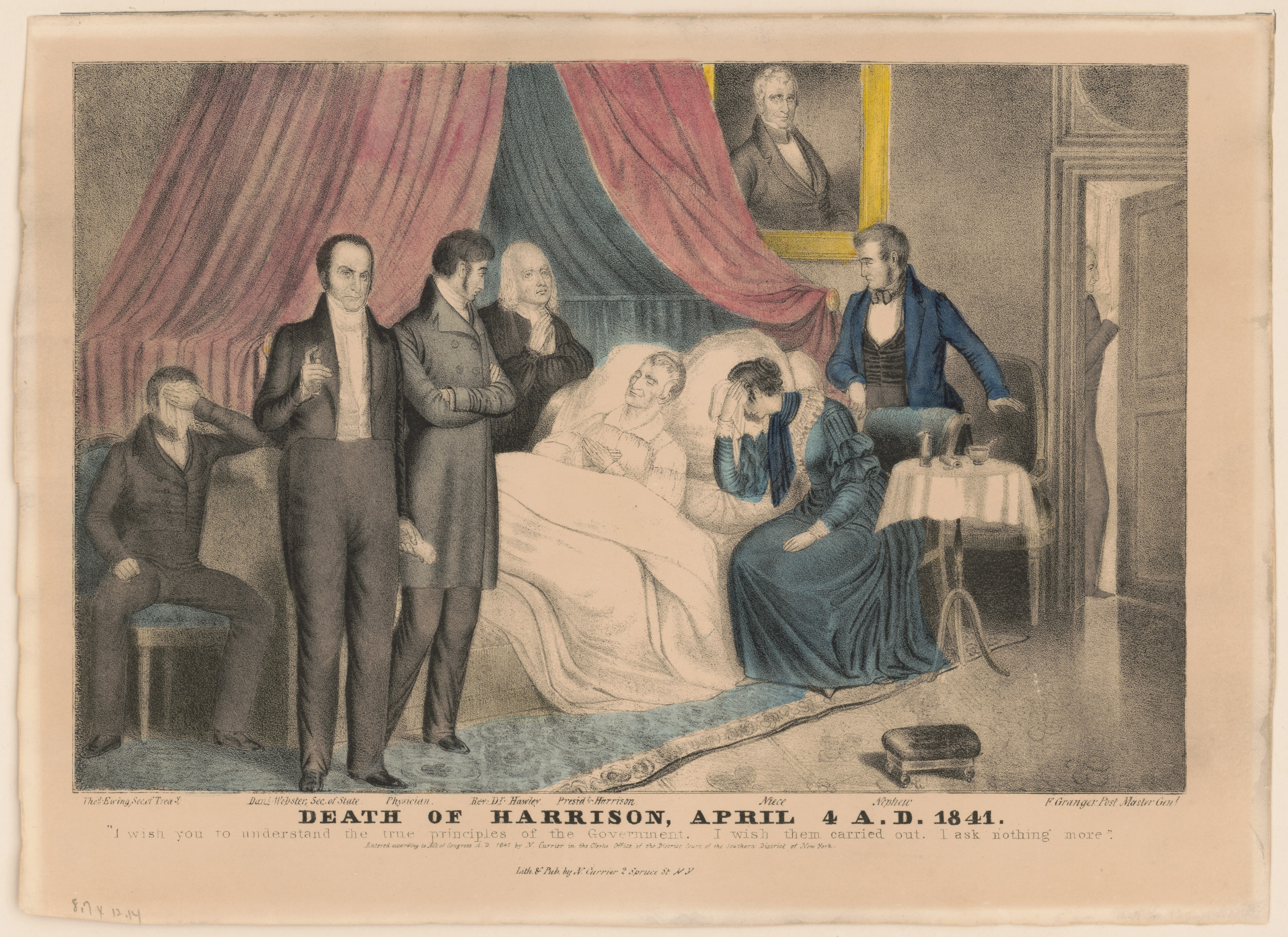
Harrison auf dem Sterbebett. Von links nach rechts: Finanzminister Ewing, Außenminister Webster, ein behandelnder Arzt, Pfarrer Hawler, Harrison, eine Nichte, ein Neffe und der vom Türrahmen teilweise verdeckte Postminister Francis Granger

Auf seinem Lieblingspferd Whitey ritt Harrison am 4. März zur Amtseinführung vor dem Kapitol, wo sich 50 000 Zuschauer versammelt hatten. Ihm folgten lange Reihen von Kriegsveteranen in militärischer Formation, jüngere Anhänger und ein langer Treck von Blockhütten. Trotz der Kälte und einer äußerst langen, von Webster überarbeiteten Antrittsrede im Gepäck trug Harrison keinen Mantel, wohl auch, um ein weiteres Mal seine Gesundheit zu demonstrieren. Harrison war bei seinem Amtsantritt der älteste Präsident und blieb dies bis zur Amtseinführung von Ronald Reagan im Jahr 1981.
Nach seiner Vereidigung durch den obersten Bundesrichter Roger B. Taney hielt er die mit zwei Stunden und 8578 Wörtern bis heute längste Antrittsrede. Wegen seines baldigen Todes stellt diese Rede im Prinzip die einzige politische Handlung von Präsident Harrison dar. Trotz der Länge der Ansprache blieb Harrison in entscheidenden Punkten vage. Ein großer Redeanteil thematisierte die präsidialen Amtsbefugnisse, ihren Missbrauch durch Jackson und Harrisons Versprechen, dem Kongress mehr Macht einzuräumen. Im Detail ging er auf das Vetorecht ein, das laut ihm nur dann rechtens sein sollte, wenn der Kongress bei der Gesetzgebung die amerikanische Verfassung verletze, zu eilig und nachlässig arbeite oder die Rechte von Minderheiten missachte, wobei er hier sicher nicht an Sklaven, sondern an Sklavenhalter dachte. Des Weiteren gab er das Versprechen ab, im Jahr 1844 nicht für eine zweite Amtszeit zu kandidieren. Wie es nicht ausbleiben konnte, war die Rede gespickt mit Zitaten und idealistischen Bildern aus der klassischen Antike. Webster gab später an, bei der Redaktion des Textes „17 römische Prokonsuln getötet“ zu haben. In der Sklavenfrage pochte Harrison auf die Rechte der Bundesstaaten; im konkreten Fall sprach er sich gegen ein Verbot der Sklaverei im District of Columbia durch den Kongress aus.
Die zweistündige Antrittsrede ohne Mantel im Schneefall ging nicht nur wegen ihrer Länge in die Geschichte ein, sondern weil sie der konventionellen Überlieferung nach ursächlich für Harrisons Tod vier Wochen später war. Die Amtseinführung habe ihn so geschwächt, dass sich bei ihm eine Lungenentzündung entwickelt habe. Laut der Biographin Collins ist dies zwar eine logische Erklärung, aber nur eine von vielen möglichen Ursachen. So hielt sich Harrison in seiner kurzen Zeit in der Hauptstadt generell viel außen auf und erledigte anfallende Einkäufe, wie zum Beispiel für die Küche, selbst. So war er am Tage seiner Erkrankung längere Zeit durch Regen gelaufen, um einem Freund persönlich mitzuteilen, dass er ihm einen Posten im diplomatischen Dienst verschafft habe. Zu einem anderen Urteil kommt Freehling, der neben der langen Rede die darauf folgenden Empfänge als Ursache für die Lungenentzündung angibt, zu denen Harrison sich nicht umzog, sondern in der nassen Kleidung der Einführungszeremonie erschien. Gesichert ist, dass Harrison in den Tagen danach an einer Erkältung litt.
Am 26. März kehrte Harrison nass von einem Besuch bei Oberst John Tayloe, dem er einen Botschafterposten angeboten hatte, in das Weiße Haus zurück, entwickelte Symptome einer schweren Erkältung sowie Lungenentzündung und erlitt einen Kollaps. Die Ärzte diagnostizierten am nächsten Tag eine Lungenentzündung, die jedoch „nicht gefährlich“ sei. Von da an wurde Harrison einer gründlichen medizinischen Behandlung unterzogen. Damals bedeutete das Aderlass und Schröpfen sowie Kuren mit Laudanum, Opium, Campher und Rizinusöl. Auch Brandy und Wein fehlten nicht als Medizin. Collins fragt in ihrer Biographie, ob möglicherweise nicht diese Pflege den Tod verursacht habe. Am 3. April erklärten ihn vier Ärzte als nicht mehr zu retten. Kurz danach versank Harrison in ein Delirium und anschließenden Stupor. Am 4. April gegen 00:30 Uhr starb der Präsident im Alter von 68 Jahren. Harrisons Präsidentschaft ist mit einer Dauer von einem Monat die kürzeste in der Geschichte der Vereinigten Staaten. Der erstmalige Tod eines amtierenden Präsidenten schockierte die Nation; teilweise wurde die Anteilnahme mit der Trauer nach Washingtons Tod verglichen. Der Leichnam wurde in der Rotunde des Kapitols in einem Sarg mit Sichtfenster aufgebahrt. Am 7. April brachte ein Trauerzug die Überreste Harrisons zum Friedhof des Kongresses. Sein Pferd Whitey trottete in der Prozession reiterlos mit, das traditionelle Symbol für einen gefallenen Führer. Insgesamt gab die Zeremonie die Blaupause für spätere Anlässe dieser Art wie die Beerdigung von Zachary Taylor oder Lincoln vor. Die immer noch in North Bend weilende Anna Harrison bereitete dort eine Begräbnisstätte, das heutige William Henry Harrison Tomb State Memorial, für ihren Mann nahe dem Grab ihres Vaters vor. Im Jahr 1858 brannte das als log cabin in die Geschichte der Präsidentschaftswahlen eingegangene Harrison-Anwesen nieder.

## Nachleben

### Historische Bewertung

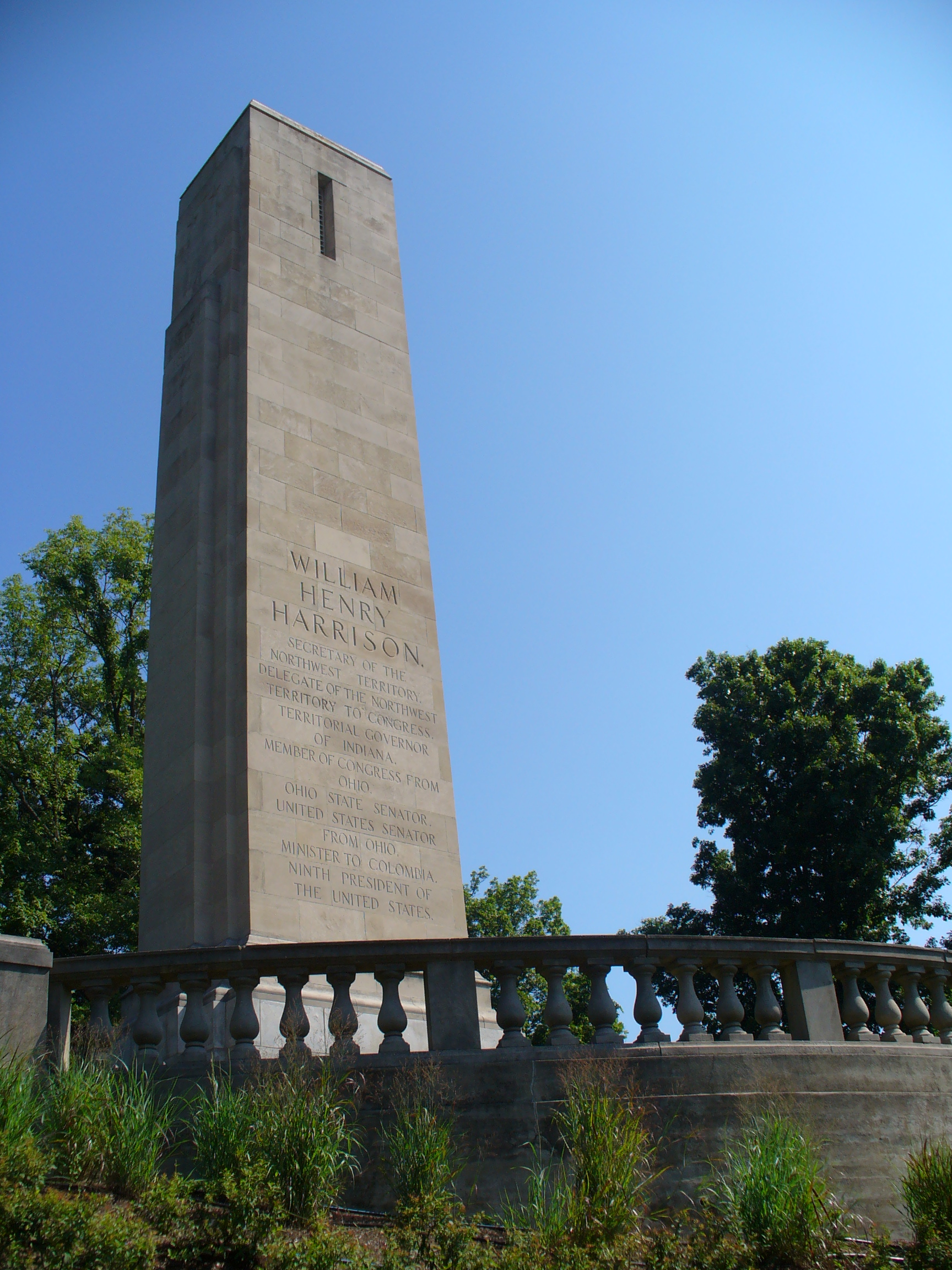
Harrisons Grabmonument in North Bend (2005). Außerdem sind hier seine Frau und ihr Sohn John Scott bestattet.

Reginald Horsman (2000) weist darauf hin, dass die Monografien über Harrison sämtlich veraltet seien und einem traditionellen Geschichtsbild folgten. Die Person hinter öffentlicher Karriere und log cabin campaign bleibe daher schwer fassbar. Einzelne Facetten Harrisons in moderner Literatur finden sich in historischen Studien wie beispielsweise zur Geschichte des Indiana-Territoriums, wobei selbst hier die Bedeutung Harrisons als Gouverneur wie auch die als General umstritten sind. Horsman streicht die Widersprüche in Harrisons Biographie heraus und stellt sie in Zusammenhang mit der Entwicklung der postrevolutionären Republik insgesamt. Harrison stammte aus der Pflanzeraristokratie Virginias, die die ersten Jahrzehnte der Vereinigten Staaten politisch dominierte. Als deren Vorherrschaft durch den Jacksonianismus schon lang beendet und Harrison für die damalige Zeit ein sehr alter Mann war, wurde er in das Weiße Haus gewählt. Während der Wahlkampagne wurde seine Abstammung jedoch kaum thematisiert, sondern Harrison als ein einfacher Farmer von der Frontier dargestellt und in Gegensatz zu Van Buren als Angehörigen der wohlhabenden Ostküstenelite gestellt. Nach Horsman versinnbildlicht diese Wandlung vom virginischen Pflanzer zum einfachen Mann des amerikanischen Westens die Tatsache, dass das politische Zentrum der Nation seit der Unabhängigkeit Richtung Westen gewandert war. Harrison selbst sei zwar ein Anhänger der republikanischen Ideale aus der Gründungszeit der Vereinigten Staaten gewesen, habe aber opportunistisch seine politischen Karriereziele verfolgt.
Die ersten zeitgenössischen Biographien über Harrison wurden von seinen Anhängern verfasst, so die von Moses Dawson (1825). Häufig entstanden diese Werke als Teil seiner Wahlkampagnen, weswegen sie wenig über seine Person, sondern vielmehr über die politische Landschaft in Amerika in der ersten Hälfte des 19. Jahrhunderts aussagen. Laut Owens zeichneten sich auch im 20. Jahrhundert die Biographien über Harrison tendenziell durch eine große emotionale Hinwendung zum Untersuchungsgegenstand aus. Er nennt die Dissertation von Dorothy Burne Goebel (1926) als eine für die damalige Zeit beachtenswerte Biographie. Die detaillierteste Biographie stammt von Freeman Cleave (1939). Sie weist gemäß Owens jedoch stark hagiographische Züge und mit Blick auf die Indianer eine stellenweise rassistische Sichtweise auf. Die Werke von Robert Gray Gunderson (1957) und Andrew Crayton (1996) beleuchten mit der Präsidentschaftswahl von 1840 beziehungsweise der Gouverneurszeit im Indiana-Territorium unterschiedliche Phasen in Harrisons Leben. Weitere Studien, die Aspekte oder Phasen von Harrisons Biographie auszugsweise thematisieren, sind von Eugene Berwanger (1967), Reginald Horsman (1967), Bernard Sheehan (1973), Francis Paul Prucha (1984), Richard White (1991), Nicole Etcheson (1996), Anthony F. C. Wallace (1999) und Peter S. Onuf (2000).
In einem Aufsatz aus dem Jahr 1983 im Journal of American Studies stellte der Historiker Richard Carwardine die These auf, dass im Präsidentschaftswahlkampf von 1840 häufig religiöse Motive der Kampagnenführung zugrunde lagen. Um sich vom Jacksonianismus abzuheben, der auf die Trennung von Kirche und Staat pochte und aus Sicht vieler Evangelikalen das Streben nach Wohlstand zu sehr in den Mittelpunkt stellte, betonten die Whigs moralische Aspekte im Wahlkampf und stilisierten Harrison als frommen und bescheidenen Lucius Quinctius Cincinnatus. Außerdem half ihnen die Tatsache, dass Harrison ein regelmäßiger episkopaler Kirchgänger war und an der Gründung einer Gemeinde in Cincinnati beteiligt gewesen war. Insbesondere sein Einsatz für die in der Ära des „zweiten Erwachens“ starke Sabbatianer-Bewegung machte ihn für evangelikale Wähler attraktiv. Entsprechend stellte die Kampagnenführung heraus, dass sich Harrison an Sonntagen jeglicher Diskussion über politische Themen enthielt. Somit verknüpften etliche Methodisten, Presbyterianer, Kongregationalisten und Baptisten mit Harrison die Hoffnung auf eine „Christianisierung Amerikas“; sie verklärten ihn zu einem religiösen Symbol und nach seinem Tod zu einem Märtyrer. Allerdings räumte Carwardine ein, nur wenig statistisches Material zur Hand zu haben, dass seine Hypothese stützte, sondern sich hauptsächlich auf zeitgenössische Dokumente zu stützen.
Harrison wollte laut Horst Dippel (2013) die Prägung, die das Präsidentenamt durch Jackson erfahren hatte, auf einen kleineren Machtanspruch zurückführen und zum Kongress wieder ein harmonischeres Verhältnis herbeiführen. Andererseits sah er im Präsidenten in seiner Beziehung zum Kabinett mehr als einen Primus inter pares, wie dies noch bei den republikanischen Präsidenten Anfang des Jahrhunderts der Fall gewesen war. Wegen seiner äußerst kurzen Amtszeit konnte Harrison so gut wie nichts davon umsetzen.
Der Journalist und Pulitzer-Preisträger von 1995 David Marks Shribman (2020) streicht heraus, dass Harrison als einer der am wenigsten bekannten Präsidenten ein „unwahrscheinliches amerikanisches Symbol für rustikale Einfachheit und ländliche Rechtschaffenheit“ darstellte und den ersten Wahlkampf in der Geschichte der Vereinigten Staaten geführt habe, in dem Medien eine Schlüsselrolle spielten. Weil er häufig auf die Vetorechte des Präsidenten zu sprechen kam, insbesondere in seiner Antrittsrede, setzte Harrison sich bei den Demokraten dem Verdacht aus, dass er die unter Jackson erfolgte Ausweitung der Exekutivgewalt zurücknehmen wollte, zumal im Kabinett seine Stimme nicht mehr zählte als die seiner Minister. Neben Washington und Jackson sei er aufgrund seines militärischen Ruhms wahrscheinlich der „lebhafteste und strahlendste“ Präsidentschaftskandidat in der frühen Republik gewesen. In diesem Sinne war er prototypisch für eine bestimmte Kategorie amerikanischer Politiker. Harrison, der letzte als Bürger der Dreizehn Kolonien geborene Präsident, ist in der amerikanischen Politikgeschichte vor allem durch seinen Tod im Amt von Bedeutung, weil dadurch und das Agieren Tylers ein Präzedenzfall in der Amtsnachfolge geschaffen wurde, an dem sich 1850 Millard Fillmore und spätere, nachrückende Vizepräsidenten orientierten.

### Ehrungen und Denkmäler

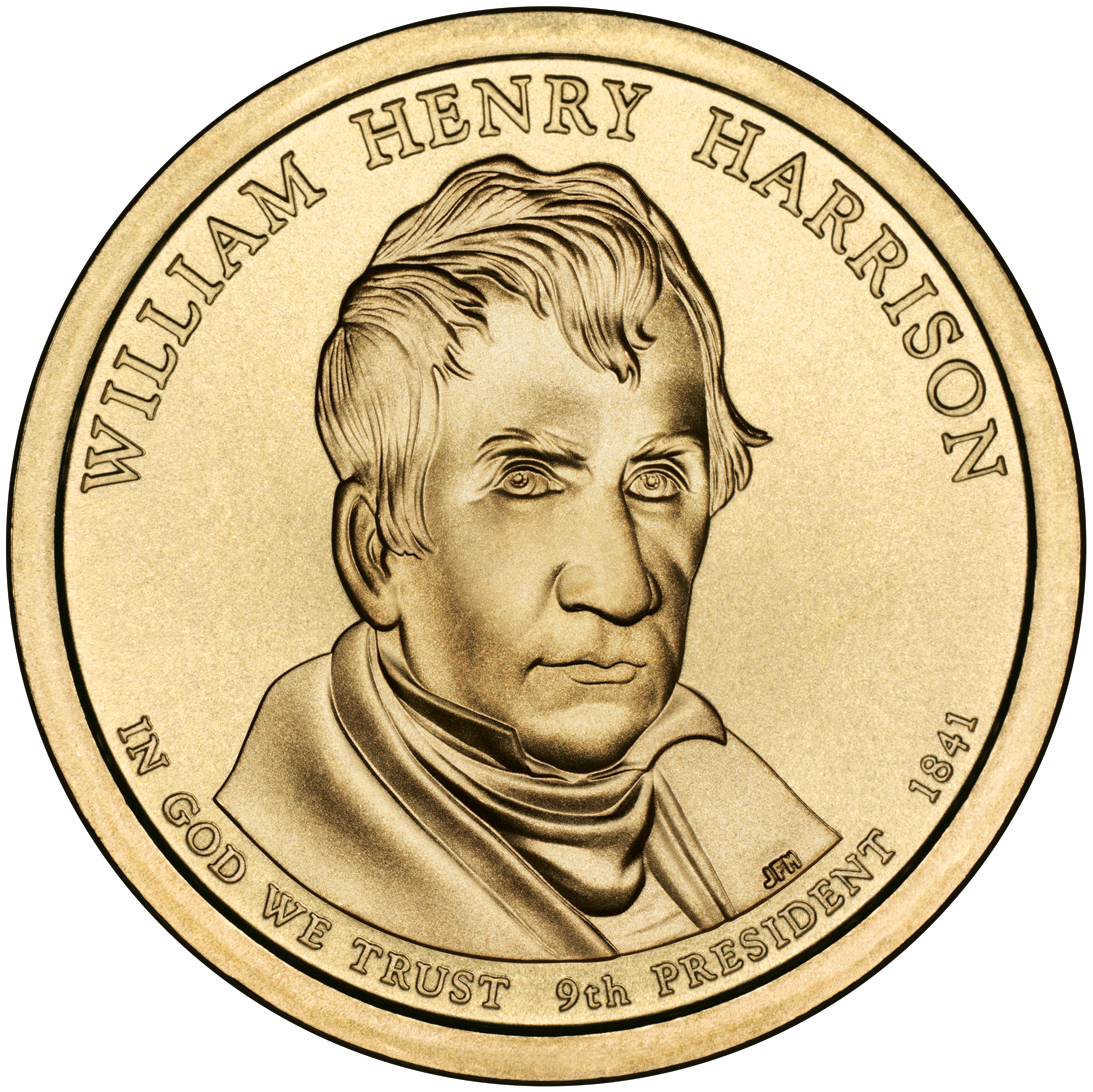
Präsidentendollar mit dem Konterfei von Harrison

Vier Countys in den Vereinigten Staaten sind nach Präsident Harrison benannt. Auch mehrere Städte tragen seinen Namen; die größte darunter ist Harrison in New Jersey. Die 2007 gestartete Serie der Präsidentendollar prägte im Jahr 2009 Münzen mit den Porträts von Harrison, John Tyler, James K. Polk und Zachary Taylor. Seine Residenz Grouseland, in der er als Gouverneur des Indiana-Territoriums lebte, ist seit Dezember 1960 ein National Historic Landmark.

## Filme
- Life Portrait of William Henry Harrison auf C-SPAN, 10. Mai 1999, 142 Min (Dokumentation und Diskussion mit Doug Clanin und James Huston).